# Ottawa
Ottawa (englisch [ˈɒtəwə], französisch [ɔtaˈwa]) ist die Bundeshauptstadt Kanadas. Sie liegt im östlichen Teil der Provinz Ontario am Fluss Ottawa, unmittelbar an der Grenze zur Provinz Québec. Ottawa bedeutet „Händler“ in der Sprache der Algonkin, eines Volkes, das zur Zeit der Besiedlung am Fluss Handel trieb. Am anderen Ufer des Flusses liegt die Zwillingsstadt Gatineau. Ottawa selbst zählt 1.068.821 Einwohner (Zensus 2021) und ist damit die sechstgrößte Stadt Kanadas, der Großraum Ottawa-Gatineau ist mit 1.488.307 Einwohnern (Zensus 2021) die viertgrößte Metropolregion Kanadas.
Die Bevölkerung ist zu 63 % englisch- und zu 15 % französischsprachig. Ottawa ist in der Region die einzige offiziell zweisprachige Stadt. In der Stadt selbst überwiegt die englische Sprache, im Gegensatz zu dem auf der anderen Seite des Ottawa-Flusses gelegenen Gatineau, in dem die französische Sprache überwiegt. Durch eine große Einwandererzahl sind auch zahlreiche weitere Sprachen geläufig.
Die Wirtschaft der Hauptstadt wird hauptsächlich von zwei Sektoren getragen: zum einen durch die Arbeitsplätze der Bundesbehörden und der Bundesregierung, zum anderen von denen der Hochtechnologieindustrie. Ottawa belegt beim Bruttoinlandsprodukt und dem Nettoeinkommen der Angestellten vordere Plätze im landesweiten Vergleich und belegt den ersten Platz bei der Pro-Kopf-Zahl von Einwohnern mit akademischem Grad. (→ Bildung)
In einer Rangliste der Städte nach ihrer Lebensqualität belegte Ottawa im Jahre 2018 den 19. Platz unter 231 untersuchten Städten weltweit.

## Geografie

### Lage
Die Stadt Ottawa liegt am südlichen Ufer des Ottawa-Flusses, an der Mündung von Rideau-Kanal und Rideau-Fluss. Von Norden her, über das Stadtgebiet Gatineaus, fließt der Rivière Gatineau in den Ottawa-Fluss. Die Stadt Ottawa befindet sich in der östlichen Ecke der Provinz Ontario und liegt etwa auf demselben Breitengrad wie Bordeaux und Venedig.

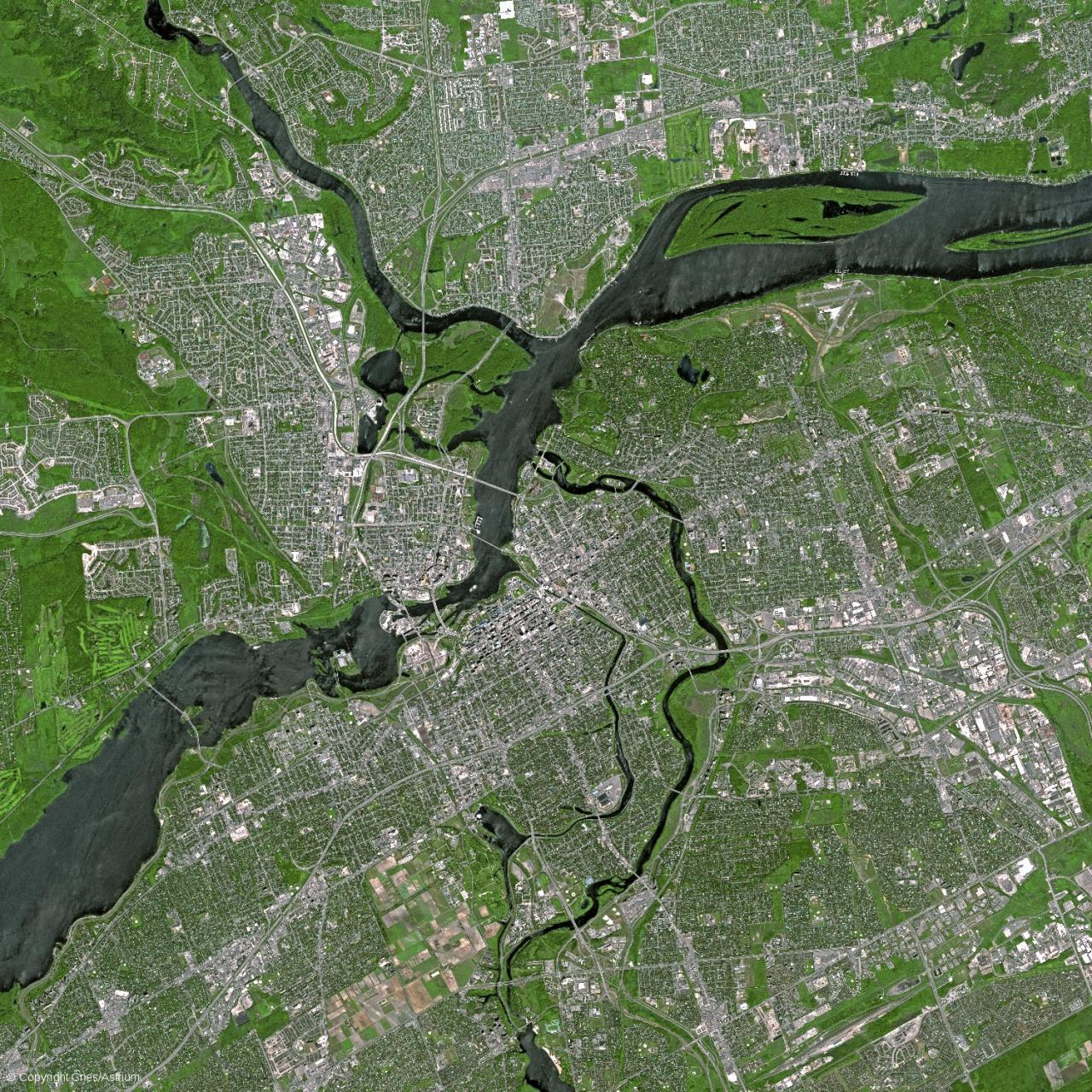
Satellitenansicht von Ottawa und Gatineau

Die ältesten Teile der Stadt werden als Lower Town bezeichnet und befinden sich im Bereich zwischen Rideau-Kanal und Rideau River. Am gegenüberliegenden Ufer des Kanals ist Centretown (auch Downtown genannt), das finanzielle und kommerzielle Zentrum der Stadt. Zwischen dem Stadtzentrum und dem Ottawa-Fluss liegt Parliament Hill, das Regierungsviertel. Im Ottawa-Fluss liegen mehrere kleinere Inseln. Vor einer stauen sich die rund 60 m breiten Chaudière-Fälle mit 15 m Falltiefe. Die natürlichen Wasserfälle werden heute zusätzlich künstlich gestaut und zur Stromgewinnung genutzt. Östlich der Innenstadt stürzen am Rideau River die Rideau-Fälle über mehrere Kaskaden in den Ottawa-Fluss und bilden damit die Mündung. Das gesamte Stadtgebiet ist vergleichsweise weitläufig und umfasst mit 2779 km² einen Bereich, der größer als die Fläche des Saarlands ist.
Ottawa grenzt an folgende Bezirke (counties) in Ontario: im Osten an die Prescott and Russell United Counties, im Südosten an die Stormont, Dundas and Glengarry United Counties, im Süden an die United Counties of Leeds and Grenville, im Südwesten an Lanark County und im Westen an Renfrew County. Im Norden grenzt es an die kreisfreie Stadt Gatineau und an die regionale Grafschaftsgemeinde Les Collines-de-l’Outaouais in Québec. Das Stadtgebiet wird südlich von einem Grüngürtel mit einer Gesamtfläche von 203,5 km² umgeben. Dieser wurde 1950 vom Stadtplaner Jacques Gréber im Rahmen eines Masterplans für die Stadt vorgeschlagen und ab 1956 von der Regierung umgesetzt.

### Stadtgliederung

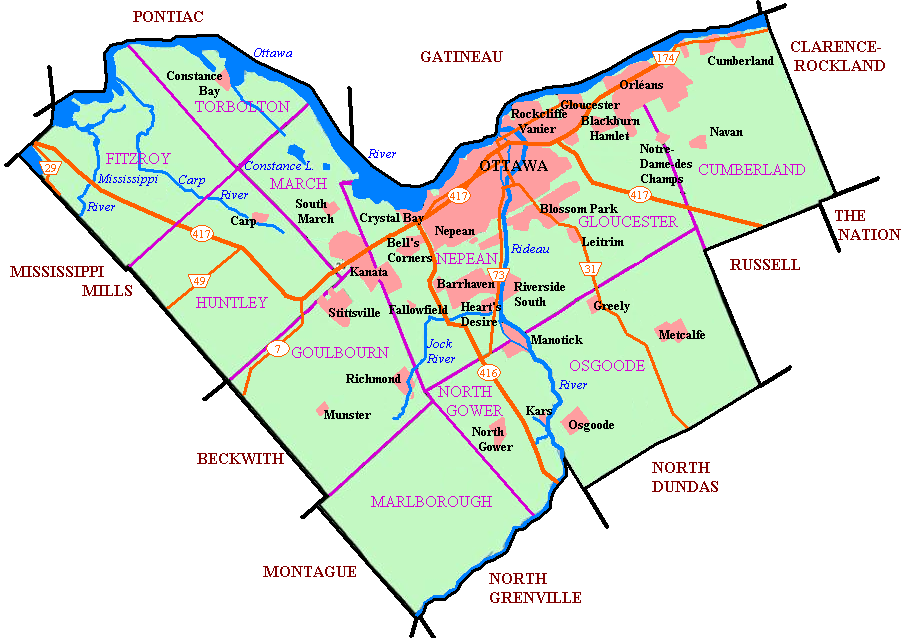
Karte der Stadt Ottawa

2001 wurde Ottawa (das damals rund 350.000 Einwohner zählte) mit den zuvor selbstständigen Städten Nepean, Kanata, Gloucester, Rockcliffe Park, Vanier und Cumberland sowie den ländlichen Gemeinden West Carleton, Osgoode, Rideau und Goulbourn verschmolzen. Das gesamte heutige Stadtgebiet gehörte von 1969 bis 2001 zur Regionalgemeinde Ottawa-Carleton, die einzelne gemeindeübergreifende Infrastrukturaufgaben wahrnahm. Seit der Verschmelzung ist das Stadtgebiet Ottawas auf ein Vielfaches gewachsen, was zur Folge hat, dass 80 % der Gesamtfläche ländlich geprägt sind. Die Stadt ist in 23 Verwaltungseinheiten (engl. wards) unterteilt. Diese wiederum werden informell in Viertel (Neighborhoods) unterteilt.
Obwohl Ottawa und seine Zwillingsstadt Gatineau verwaltungstechnisch getrennt sind und sogar in unterschiedlichen Provinzen liegen, bilden sie zusammen mit weiteren kleineren Gemeinden einen gemeinsamen Ballungsraum mit über 1,4 Millionen Einwohnern. Die offizielle Bezeichnung dieses seit 1959 bestehenden und 4715 km² großen Ballungsraums lautet National Capital Region (frz. Région de la capitale nationale). Im Gegensatz zu anderen Flächenstaaten gibt es in Kanada keinen eigentlichen Bundesregierungsbezirk, der Status Ottawas entspricht jenem anderer kreisfreier Städte in der Provinz Ontario. Die Bundesregierung übt jedoch über die National Capital Commission, die die Gebäude und weitläufigen Grundstücke im Besitz des Bundes verwaltet, indirekt Einfluss auf die städtebauliche Entwicklung in der National Capital Region aus.

### Tektonik
Die meisten tektonischen Bewegungen sind im Westen Kanadas auszumachen. Dennoch sind auch im östlichen Teil und damit in der Region um Ottawa leichte bis mittlere Erdbeben zu verzeichnen. Kanada liegt auf der vergleichsweise stabilen Nordamerikanischen Platte und damit hat der Osten – verglichen mit anderen Teilen der Erde – relativ geringe seismische Aktivitäten. Jedes Jahr werden ungefähr 450 Erdbeben in Ostkanada registriert, davon übertreffen etwa vier die Magnitude 4 auf der Richterskala.
Ostkanada wird in weitere Erdbebenzonen unterteilt. Ottawa selbst befindet sich in der ausgedehnten Zone Western Quebec Seismic Zone, die das gesamte Ottawatal von Montreal bis Témiscaming, eingeschlossen die Stadtregionen Montreal, Ottawa-Hull und Cornwall, umfasst. Die Muster der bisherigen Beben zeigen eine Konzentration der Aktivitäten vor allem auf den beiden Gebieten entlang des Ottawa-Flusses und auf der Achse Montreal-Maniwaki.
Am 16. September 1732 ereignete sich in Montreal ein Beben mit einer geschätzten Stärke von 5,8 auf der Richterskala. Dieses richtete beträchtliche Schäden an. Am 1. November 1935 gab es mit einer Stärke von 6,2 das bis heute stärkste Beben, dessen Epizentrum bei Témiscaming in der Provinz Quebec nordwestlich von Ottawa lag. Am 5. September 1944 richtete ein Beben der Stärke 5,6 mit Epizentrum bei Cornwall, einer Kleinstadt zwischen Ottawa und Montreal, etwa 2 Millionen Dollar Schaden an und ließ über 2000 Schornsteine zusammenfallen. Zwischen 1980 und 2000 erreichten in Ottawa 16 Beben Stärken über der Magnitude 4.

### Klima
Das Klima in Ottawa ist ein feuchtes Kontinentalklima mit einer starken Bandbreite und Rekordtemperaturen (Effektive Klimaklassifikation: Dfb). Am 4. Juli 1913 wurde eine Höchsttemperatur von 37,8 °C gemessen, dagegen am 29. Dezember 1933 mit −38,9 °C die tiefste je gemessene Temperatur. Bezogen auf diesen Tiefsttemperaturrekord gehört Ottawa nach Ulaanbaatar, Astana und Moskau zu den vier kältesten Hauptstädten der Welt. Diese enormen Temperaturunterschiede erlauben es der Stadt, eine Vielzahl an jährlich wiederkehrenden Veranstaltungen abzuhalten, wie beispielsweise das Winterlude Festival auf dem zugefrorenen Rideau-Kanal. Durch die relativ warmen Sommer gehört Ottawa allerdings im Jahresdurchschnitt betrachtet weltweit nur zu den sieben kältesten Hauptstädten.

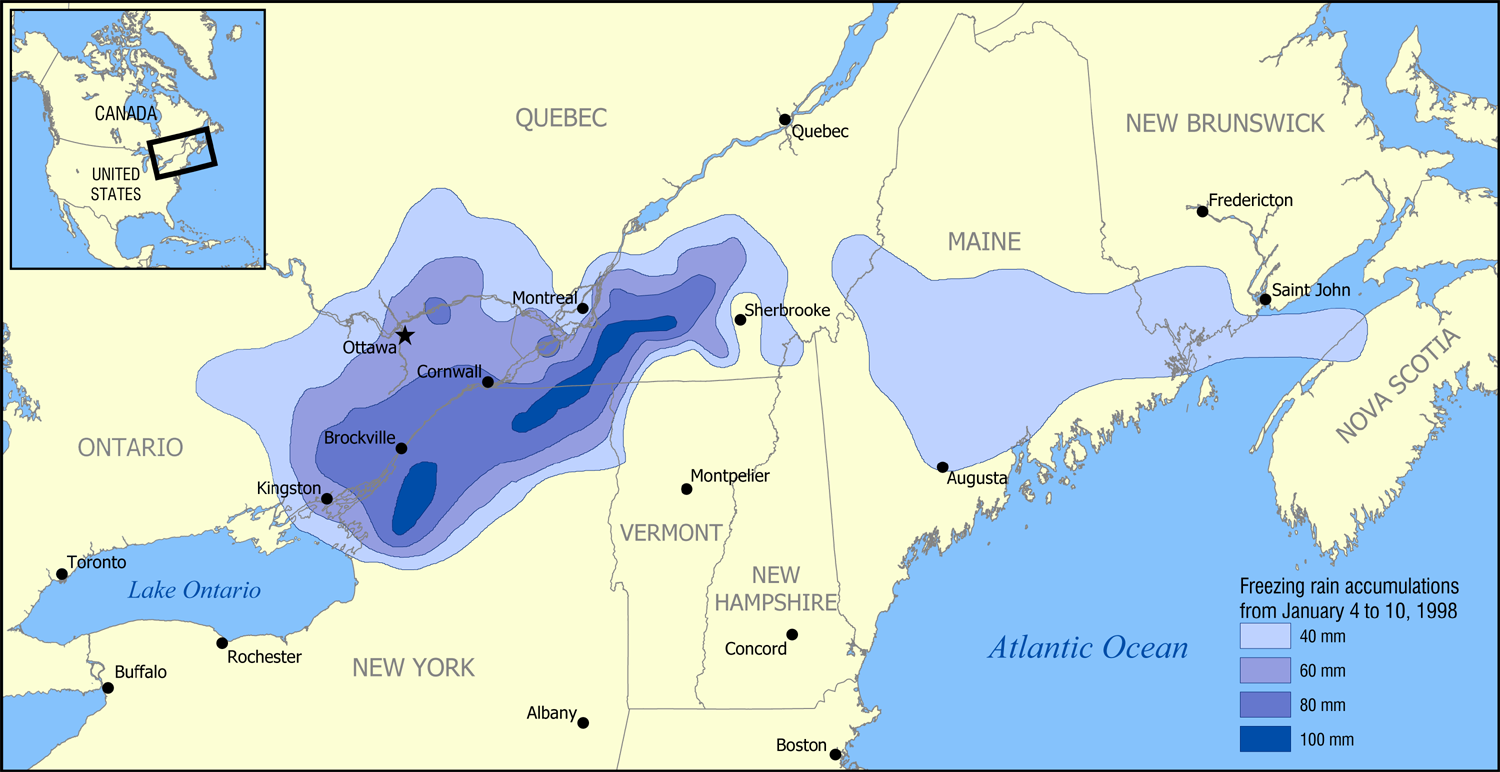
Der Eissturm von 1998 als Beispiel für das extreme Klima der kanadischen Hauptstadt

Während der Wintermonate dominieren Schnee und Eis. Jedes Jahr fällt in der Summe etwa 235 cm Schnee. Die größte je gemessene Schneemenge an einem Tag war 73 cm am 2. März 1947. Die durchschnittliche Temperatur im Januar beträgt −10,8 °C mit starken Schwankungen zwischen den Tag- und Nachttemperaturen. Während die Tagestemperaturen leicht über der Null-Grad-Grenze liegen können, fallen die Nachttemperaturen hin und wieder auf unter −30 °C. In einem durchschnittlichen Winter liegt die Hauptstadt von Mitte Dezember bis Anfang April unter einer geschlossenen Schneedecke, obwohl es auch schneefreie Tage um die Weihnachtszeit geben kann. Der Winter 2007/08 war dabei mit insgesamt 432,7 cm Schnee besonders ergiebig, die Schneehöhe lag damit nur knapp unter der des Rekordjahres 1970/71 von 444,1 cm. Hohe Windchills sind dabei ebenso üblich wie überfrierender Regen. Einer dieser Eisstürme verursachte im Januar 1998 sogar Stromausfälle und beeinträchtigte die lokale Wirtschaft erheblich.
Die Sommer sind verhältnismäßig feucht und warm, dauern allerdings nur relativ kurz. Die durchschnittliche Maximaltemperatur im Juli beträgt 26 °C mit gelegentlichen Einfällen von kalter Luft mit fallender Luftfeuchtigkeit aus dem Norden des Landes. Frühling und Herbst fallen aufgrund der Extreme dementsprechend wechselhaft aus. Heiße Tage mit über 30 °C können bereits Anfang März vorkommen, aber auch noch Ende Oktober. Der durchschnittliche Niederschlag beträgt rund 914 mm. Die größte Regenmenge innerhalb eines Tages wurde am 9. September 2004 mit 136 mm gemessen. In Ottawa scheint die Sonne etwa 2060 Stunden im Jahr, was 47 % der möglichen Sonnenstunden entspricht. Im Sommer kann es auch zu Tornados kommen.
|                        | Jan   | Feb   | Mär  | Apr  | Mai  | Jun  | Jul  | Aug  | Sep  | Okt  | Nov  | Dez   |   |       |
| Mittl. Temperatur (°C) | −10,5 | −8,6  | −2,4 | 6,0  | 13,6 | 18,4 | 21,0 | 19,7 | 14,7 | 8,2  | 1,5  | −6,6  | ⌀ | 6,3   |
| Mittl. Tagesmax. (°C)  | −6,1  | −3,9  | 2,1  | 10,9 | 19,1 | 23,8 | 26,4 | 25,0 | 19,7 | 12,6 | 4,9  | −2,9  | ⌀ | 11    |
| Mittl. Tagesmin. (°C)  | −14,8 | −13,2 | −7,0 | 1,1  | 8,0  | 13,0 | 15,5 | 14,3 | 9,7  | 3,7  | −1,9 | −10,3 | ⌀ | 1,6   |
|                        |       |       |      |      |      |      |      |      |      |      |      |       |   |       |
| Niederschlag (mm)      | 64,2  | 51,6  | 64,9 | 67,7 | 81,0 | 91,2 | 88,9 | 87,6 | 86,8 | 79,1 | 77,0 | 74,1  | Σ | 914,1 |
|                        |       |       |      |      |      |      |      |      |      |      |      |       |   |       |
| Sonnenstunden (h/d)    | 3,3   | 4,6   | 5,2  | 6,3  | 7,5  | 8,4  | 8,9  | 8,0  | 5,7  | 4,4  | 2,8  | 2,6   | ⌀ | 5,6   |
|                        |       |       |      |      |      |      |      |      |      |      |      |       |   |       |
| Regentage (d)          | 16,6  | 12,2  | 12,4 | 12,4 | 13,4 | 12,9 | 12,4 | 12,0 | 14,1 | 14,2 | 14,7 | 16,1  | Σ | 163,4 |

| −14,8 |

| −13,2 |

| −7,0 |

| 1,1 |

| 8,0 |

| 13,0 |

| 15,5 |

| 14,3 |

| 9,7 |

| 3,7 |

| −1,9 |

| −10,3 |

| −14,8 |

| −13,2 |

| −7,0 |

| 1,1 |

| 8,0 |

| 13,0 |

| 15,5 |

| 14,3 |

| 9,7 |

| 3,7 |

| −1,9 |

| −10,3 |

## Geschichte

### Frühgeschichte
Die Erforschung der Frühgeschichte im Gebiet der kanadischen Hauptstadt begann erst sehr spät, obwohl sich bereits 1843 ein unbekannter Autor mit einer Begräbnisstätte von 20 Indianern in Ottawa befasste, 1853 Edward Van Cortlandt mit einer (anderen?) Begräbnisstätte. Doch kam die Forschung, sieht man von den Arbeiten Thomas Walter Edwin Sowters um 1900 ab, mehr als ein Jahrhundert lang zum Erliegen. Auslöser für knappe Erörterungen war der Fund einer Portage und eines Indianerlagers genau dort, wo sich heute Kanadas Nationalmuseum für Geschichte und Gesellschaft befindet. Erst 2002, anlässlich des Baues des neuen Kriegsmuseums, kam es zur intensiven Erforschung der durch die Bauarbeiten gefährdeten Stätten.
Die ältesten menschlichen Spuren reichen rund 6500 Jahre zurück und finden sich am Leamy Lake, vor allem aber im Tal des Ottawa. Die Ottawa, denen die Hauptstadt ihren Namen verdankt, kamen im 14. Jahrhundert von Osten zu den Großen Seen. Sie siedelten jedoch nur bis 1651 in der Region.
Étienne Brûlé befuhr 1610 als erster Europäer den Fluss Ottawa, Samuel de Champlain traf 1613 mit dem Ottawa-Häuptling Tessouat nahe der späteren Stadt Ottawa zusammen. Er nannte die Bewohner „Oudaouais“. Sie siedelten im Winter in Gruppen von zwei oder drei Familien und fanden sich im Sommer zu großen Jagdverbänden zusammen. Von ihnen übernahmen die Franzosen die Schneeschuhe. An den Chaudière-Fällen opferten sie Tabak, wie Champlain berichtet. 1620 schickte er Jean Nicolet zu den Kichesipirini, die den Fluss „Kichesippi“ (Großer Fluss) nannten. Um diese Zeit war es den Ottawa gelungen, ein Handelsmonopol entlang des Flusses zu errichten. Mit ihren Kanus transportierten sie Pelze zu den Dörfern der Wyandot oder Huronen, wo sie von den Franzosen in Empfang genommen wurden. In der Gegenrichtung transportierten sie französische Handelswaren zu den weiter entfernten Stämmen. Um 1630 begann mit den Biberkriegen ein langwieriger Kampf um den Pelzhandel mit den Irokesen, der weiträumige Völkerwanderungen in Bewegung setzte. 1636 versuchten die Kichesipirini vergeblich, eine Koalition mit Huronen, Algonkin und Nipissing gegen die Irokesen zusammenzubringen, die um 1650 die Huronen und später weitere Stämme vernichteten. Erst um 1700 kehrten einige der Gruppen zurück, doch blieben die Ottawa überwiegend südlich der Großen Seen und damit auf dem Gebiet der späteren USA ansässig. Dennoch hatten sich die französischen Pelzhändler angewöhnt, jeden Indianer aus der Region der späteren Hauptstadt als „Ottawa“ zu bezeichnen, auch wenn es ein Algonkin oder Ojibway war. So wurde aus dem „Grande Rivière des Algoumequins“ genannten Fluss bald fälschlicherweise die „Grande Riviere des Outaouais“.

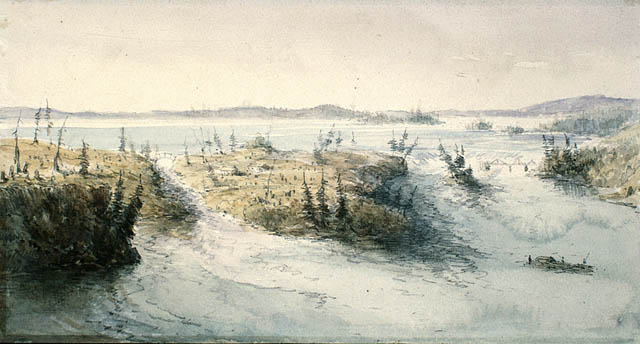
Die Chaudière-Fälle 1838, vor der Stauung

Um Ottawa, etwa auf der Isle-aux-Allumettes, siedelten, abgesehen von den rund zwei Jahrzehnten, in denen die Ottawa ihr Handelsmonopol aufbauten, Algonkin-Gruppen. Champlain nannte eine dieser Gruppen „Algoumequins“. Deren Sprache war eine weit verbreitete Händlersprache, so dass diese Bezeichnung bald auf alle Stämme dieser Sprachfamilie übertragen wurde. Nördlich von Ottawa (bei Maniwaki) leben heute die Kitigan Zibi Anishinabeg, westlich, am Golden Lake, siedelt die Algonquins of Pikwàkanagàn First Nation.
Im Jahre 1759 kam das Gebiet unter britische Herrschaft. 1800 gelangte mit Philemon Wright aus Massachusetts eine erste Siedlergruppe von fünf Familien und 33 Arbeitern an die Chaudière-Fälle, die Wright „Columbia Falls“ nannte. Aus der Siedlung Wright’s Town entstand das heutige Gatineau. 1806 fuhr ein erstes Floß aus 700 Holzstämmen den Fluss abwärts bis Québec, doch erst die Kontinentalsperre Napoleons mit ihren hohen Preisen machte aus diesen Fahrten ein lohnendes Geschäft. Auch lieferte Wright, der den Ort dominierte, ab 1812 Weizen an die USA. Bis 1830 wurde Wright’s Town, insbesondere sein 1814 gegründetes Unternehmen P. Wright & Sons, zur wichtigsten Holzunternehmung in Kanada, doch zugleich verhinderte Wright drei Jahrzehnte lang aus Furcht vor Konkurrenz jede Industrieansiedlung.
Den Pelzhandel dominierte, nachdem er lange von unabhängigen Jägern und Händlern betrieben worden war, die in Montreal ansässige North West Company. Sie wurde allerdings 1821 mit der Hudson’s Bay Company zwangsweise vereinigt, jedoch war die Pelztierjagd im Ottawatal inzwischen nur noch von geringer Bedeutung.

### Erste Siedlungen, Stadtgründung, Hauptstadt

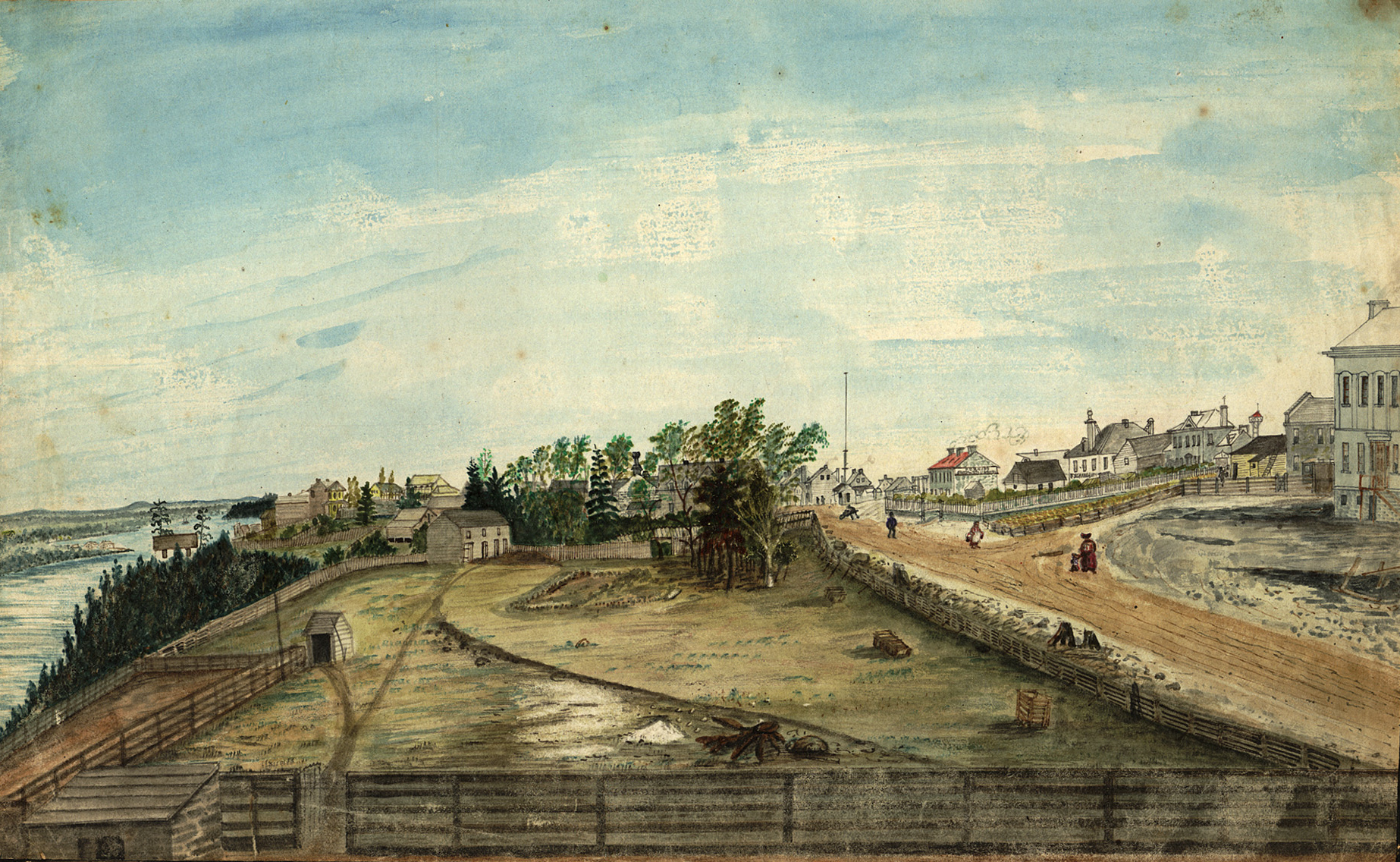
Blick auf das westliche Ende der Wellington Street in Upper Bytown 1845, Gemälde von Thomas Burrowes

Der Name Bytown wurde 1827 zum ersten Mal verwendet, um die Siedlung rund um die Baustelle des Rideau-Kanals zu benennen. Dessen Bezeichnung geht auf Colonel John By zurück, der von 1826 bis 1832 den Bau des Verbindungskanals zwischen dem Ottawa und dem Rideau River leitete.
James Johnston gründete 1836 die erste Zeitung des Ortes, Bytown Independent. Im Jahre 1839 zählte die Siedlung 2073 Einwohner. Nach einigen Kontroversen erlangte Bytown 1850 das Stadtrecht. Den Namen behielt die Stadt bis 1854; ab 1. Januar 1855 hieß die Stadt offiziell Ottawa. Die erste bedeutende Industrie war die Holzindustrie, die den Ottawa zum Transport riesiger Flöße nutzte. An den Chaudière- und Rideau-Fällen entstanden Sägewerke, J. R. Booth war der erfolgreichste dieser lumber barons (Holzbarone). Im Jahre 1855 hatte Ottawa bereits rund 10.000 Einwohner. Der Rideau-Kanal brachte Holz nach Kingston und über den Eriesee nach Oswego, eine Öffnung der kanadischen Wälder Richtung USA, die durch die Eisenbahnbauten noch ausgebaut wurde. Ähnlich wie im Pelzhandel verdrängten Großunternehmen bald die Familienbetriebe.
Am 31. Dezember 1857 wurde Königin Victoria aufgefordert, eine Hauptstadt für die Provinz Kanada auszuwählen. (→ Geschichte Kanadas) Sie entschied sich für Ottawa. Es ranken sich mehrere Legenden um die Auswahl. So soll die Königin ihre Hutnadel auf einer Landkarte etwa zur Hälfte zwischen die Städte Toronto und Montreal gesteckt haben; der nächste Ort sei Ottawa gewesen. Tatsächlich dürfte die Wahl auf die Stadt gefallen sein, weil Ottawa zum einen an der Sprachgrenze lag und damit für beide europäischen Bevölkerungsteile (in Kanada spricht man heute von Euro-Canadians) akzeptabel schien, andererseits, im Gegensatz zum nahe an der Grenze zu den USA gelegenen Toronto, das vom Ontariosee aus – im erneuten Kriegsfall mit den Vereinigten Staaten – womöglich leicht angreifbar gewesen wäre, lag Ottawa weit im Hinterland. Der Barracks Hill, wo By seine Wachmannschaften untergebracht hatte, sollte zum Sitz des Parlaments werden. Der Bau des Gebäudes begann 1860, er sollte bis 1866 rund 4,5 Millionen Dollar verschlingen. Allerdings brachte er Bauarbeiter und Architekten, dann zahlreiche Verwaltungsbeamte und Angehörige des Parlaments nebst ihren Familien nach Ottawa. Beim Baustil bevorzugte man die damals in Großbritannien beliebte Neugotik.
Das Verfassungsgesetz von 1867 erhob Ottawa zur Hauptstadt des neuen kanadischen Bundesstaates. Im Jahre 1877 wurde der Öffentlichkeit hier das erste Telefon präsentiert. 22 Jahre später, 1899, entstand die Ottawa Improvement Commission, die für eine Verschönerung der Stadt sorgen sollte. Am 26. April 1900 zerstörte jedoch ein Feuer rund 2000 Gebäude. Ein defekter Schornstein in Hull, dem alten Stadtkern von Gatineau, fing Feuer. Die Flammen breiteten sich durch die Witterungsverhältnisse bis nach Ottawa aus. Sieben Menschen kamen damals unmittelbar durchs Feuer um, weitere Tote gab es durch die nachfolgenden Seuchen, 15.000 wurden obdachlos. Am 3. Februar 1916 zerstörte ein weiterer großer Brand das Parlaments- und Senatsgebäude. Das neue Parlamentsgebäude wurde 1922 fertiggestellt.

### Umbau durch Jacques Gréber, Kalter Krieg

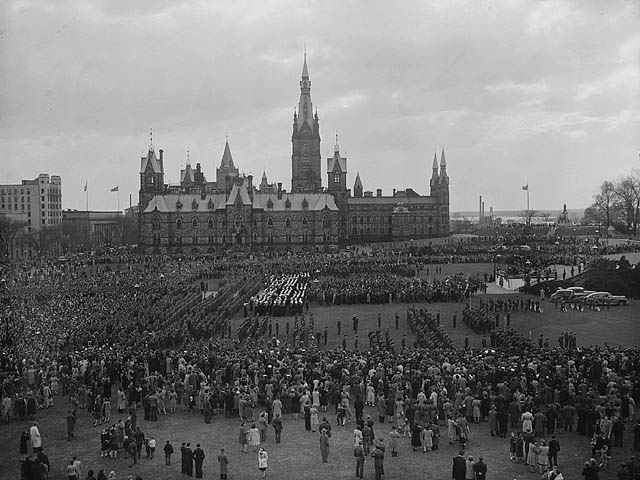
Parade zum V-E-Day am Parliament Hill, 1945

Im Jahre 1927 ersetzte die Federal District Commission die 1899 eingesetzte Kommission, die zudem für den Erhalt der ausgedehnten Wälder im Gatineau-Park sorgte.
Kurz nach Ende des Zweiten Weltkrieges rückte die Stadt in die weltweite öffentliche Wahrnehmung, als am 5. September 1945 der sowjetische Kryptograph Igor Gouzenko aus der Botschaft in Ottawa zu den Westmächten überlief. Er stahl dabei 109 Geheimakten über die Entwicklung von Nuklearwaffen.
Auf dem Höhepunkt des Kalten Krieges entstand zum Schutz von Regierung, Verwaltung und der Archivalien der Diefenbunker in Carp, einem Dorf westlich von Ottawa. Er kann heute besichtigt werden. Der Bunker sollte im Falle eines Atombombenangriffs, selbst bei völliger Zerstörung der Stadt, das weitere Funktionieren der Regierungstätigkeiten sicherstellen.
Da Ottawa städtebaulich vergleichsweise schlecht entwickelt war, wurden nach der Gründung der National Capital Commission im Jahr 1959 unter Leitung von Jacques Gréber Industrie- und Eisenbahnanlagen aus dem Innenstadtbereich verbannt, Grünanlagen geschaffen und das Kulturleben gefördert. Dazu gehörte auch die Zentralisierung zahlreicher Artefakte der kanadischen Geschichte in einem zentralen Museum. Durch den National Capital Act war bereits 1958 ein Hauptstadtbezirk von 4800 km² Fläche entstanden, zu dem 27 Orte (municipalities) gehörten, vor allem aber Ottawa und Hull.

## Politik

### Politische Strukturen

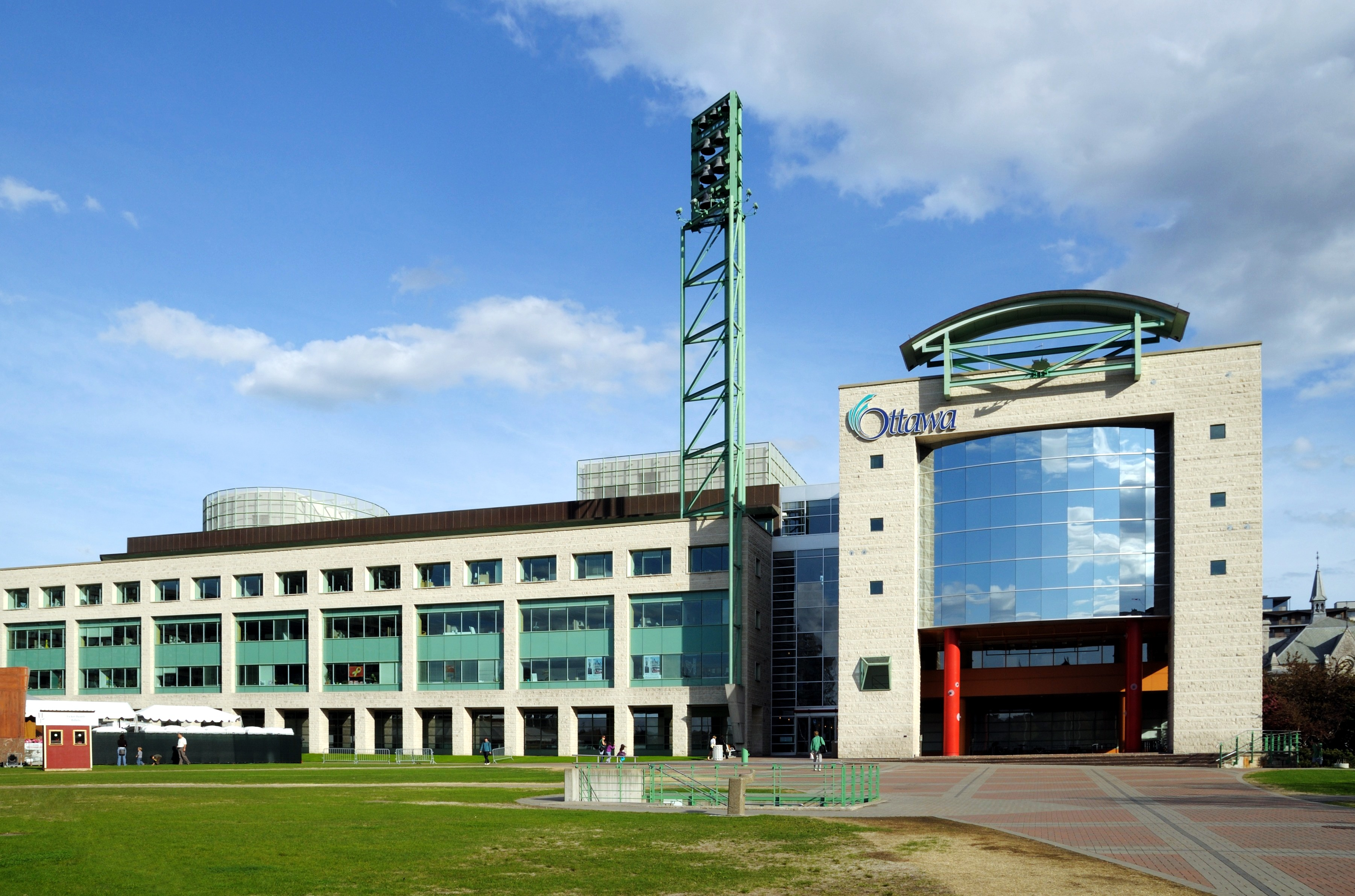
Rathaus von Ottawa

Die Stadtregierung (engl.: Ottawa City Council, franz.: Conseil municipal d’Ottawa) ist das Verwaltungsgremium der Stadt und setzt sich aus 23 Stadträten und einem Bürgermeister zusammen. Die Verwaltungsstruktur ist einstufig und trägt für sämtliche Bereiche der städtischen Dienstleistungen die Verantwortung. Der Bürgermeister vertritt die Interessen und Belange der gesamten Stadt, während die Stadträte Repräsentanten (City Councillors) der 24 Verwaltungseinheiten (wards) sind. Sie werden für eine vierjährige Legislaturperiode gewählt. Die letzten Wahlen fanden am 13. November 2006 statt. Bürgermeister war seit dem 1. Dezember 2006 Larry O’Brien (Konservative Partei Kanadas), dem am 1. Dezember 2010 Jim Watson folgte. Er wurde mit 47,08 % der Stimmen gewählt und löste damit Bob Chiarelli ab. Sitz der Stadtregierung ist das Rathaus, welches sich südlich des Confederation Park befindet.
Die Stadtregierung trifft sich regelmäßig zweimal monatlich im Rathaus, jeweils am zweiten und vierten Mittwoch im Monat. Im Bedarfsfall werden auch Sondersitzungen eingelegt. Dem Stadtrat ist ein ständiges Komitee (Standing Committee) beigeordnet. Diesem Komitee können Bürger ihre Anliegen vortragen, das wiederum das Anliegen prüft und in kurzen Vorträgen dem Stadtrat präsentiert. Außerdem gibt es 16 Beratungskomitees, welche zu verschiedenen Themenbereichen fachlich dem Stadtrat zur Seite stehen und Empfehlungen aussprechen. Einige Mitglieder des Komitees bestehen aus ehrenamtlichen Mitarbeitern.

### Wappen und Flagge
Das Wappen der Stadt Ottawa wurde am 20. Oktober 1954 durch Vincent Massey vorgestellt. Es zeigt einen weißen Schild, der kreuzförmig durch zwei wellenförmige, blaue Linien unterbrochen wird. Sie stellen die beiden Flüsse Rideau River und Ottawa River dar, die durch die Stadt fließen. An der heraldisch rechten oberen Ecke ist die Königskrone von Königin Victoria abgebildet, die Ottawa zur Hauptstadt erhoben hat. An der heraldisch linken unteren Ecke befindet sich ein rotes Ahornblatt. Der obere Teil des Schildes zeigt auf rotem Grund von rechts nach links Pfeile, ein Astrolabium und Schaufeln. Die Pfeile symbolisieren die ersten Einwohner, während das Astrolabium für die Entdeckung durch Samuel de Champlain steht. Die Schaufeln stehen für John By, der den Rideau-Kanal erbaute. Rechts und links vom Schild stehen ein Holzfäller und ein Offizier. Beide stehen auf einem grünen Untergrund aus Gras und Kiefernzapfen. Darunter befindet sich ein Banner mit dem Stadtmotto „Advance – Ottawa – en avant“. Oberhalb des Schildes befindet sich ein silberner Helm. Darauf thront eine Kiefer, die historisch betrachtet die wirtschaftliche Basis für das Ottawatal und später die Stadt Ottawa bildete.
Die Flagge stellt ein stilisiertes weißes O dar, den Anfangsbuchstaben der Stadt. Die dynamischen Linienführungen symbolisieren außerdem den Maple Leaf, das Nationalsymbol Kanadas und den Peace Tower des Parlamentsgebäudes. Die Hintergrundfarben sind blau und ein helles grün. Blau steht dabei für die Wasserwege durch Ottawa, die grüne Farbe für die Wälder, Bäume und Parklandschaften. Die Flagge besteht seit dem 1. Januar 2000 mit der Verschmelzung der Stadt mit ihren Nachbargemeinden.
Von 1987 bis 2000 war die Stadtflagge eine dreifarbige Flagge mit vertikalen Balken und dem Stadtwappen in seiner Mitte. Die Trikolore repräsentierte die Monarchie (purpur), die Liberalen (rot) und die Konservativen (blau). Von 1901 bis 1987 verwendete man die gleiche Flagge ohne Wappen.

### Städtepartnerschaften
Städtepartnerschaften bestehen zu
- Peking, Volksrepublik China (seit 18. Oktober 1999)
- Buenos Aires, Argentinien
- Catania, Italien (seit 2003)
- Campobasso, Italien

Seit dem 10. Januar 1997 besteht außerdem zwischen Ottawa und Seoul, Südkorea ein Memorandum of Understanding über zukünftige Zusammenarbeit.

## Bevölkerung

### Bevölkerungsentwicklung
| Jahr | Einwohner |
| ---- | --------- |
| 1891 | 044.250   |
| 1901 | 101.102   |
| 1911 | 123.417   |
| 1921 | 152.868   |
| 1931 | 174.056   |
| 1941 | 206.367   |
| 1951 | 246.298   |
| 1961 | 358.410   |
| 1971 | 471.931   |
| 1981 | 546.850   |
| 1991 | 678.147   |
| 2001 | 774.072   |
| 2006 | 812.129   |
| 2011 | 883.391   |
| 2016 | 934.243   |
| 2021 | 1.068.821 |

Die Bevölkerung der Stadt wuchs in den vergangenen Jahrzehnten stetig an. Die nebenstehende Tabelle stellt die Einwohnerentwicklung innerhalb der jeweils gültigen Stadtgrenzen dar. Vergrößerungen der Stadtgrenzen fanden seit Gründung von Bytown insgesamt zwölfmal statt, vor allem in den 1940er und 1950er Jahren. Im Jahr 2001 erfolgte die größte und bisher letzte Erweiterung des Stadtgebietes. Die Metropolregion Ottawa-Gatineau verzeichnete in der Volkszählung 2011 1.236.324 Einwohner. Innerhalb der ursprünglichen Grenzen vor der Verschmelzung mit anderen Stadtteilen hatte Ottawa lediglich 337.031 Einwohner, ihre Zahl ging 2006 sogar auf 328.105 zurück. Nach einer Prognose soll die Stadtbevölkerung weiter wachsen und etwa im Jahr 2021 die Millionengrenze überschreiten. Im Jahr 2011 hatte Ottawa 883.391 Einwohner.

### Demografie
Im Jahr 2001 betrug der Frauenanteil rund 51,23 %, Jugendliche unter 14 Jahren waren mit 19,30 % an der Gesamtbevölkerung vertreten, der Bevölkerungsanteil der über 65-Jährigen betrug 10,81 %. Das Durchschnittsalter lag bei 36,6 Jahren. Der Ausländeranteil betrug 2006 22,28 %. Der Anteil der „sichtbaren Minderheiten“ lag bei 20,2 %, während der Anteil der Ureinwohner 1,5 % von der Gesamtbevölkerung ausmacht. Die größte sichtbare Minderheit wird von den Schwarzen mit 4,9 % gestellt, gefolgt von den Chinesen mit 3,8 %, Südasiaten mit 3,3 % und Arabern mit 3,0 %.
| Bevölkerungsverteilung | Bevölkerungsverteilung | Bevölkerungsverteilung | Bevölkerungsverteilung | Bevölkerungsverteilung | Bevölkerungsverteilung | Bevölkerungsverteilung | Bevölkerungsverteilung | Bevölkerungsverteilung | Bevölkerungsverteilung | Bevölkerungsverteilung | Summe   |
| ---------------------- | ---------------------- | ---------------------- | ---------------------- | ---------------------- | ---------------------- | ---------------------- | ---------------------- | ---------------------- | ---------------------- | ---------------------- | ------- |
| Alter                  | 0–4                    | 5–14                   | 15–19                  | 20–24                  | 25–44                  | 45–54                  | 55–64                  | 65–74                  | 75–84                  | > 85                   |         |
| Gesamt                 | 44.585                 | 101.565                | 49.445                 | 53.680                 | 251.660                | 114.915                | 69.230                 | 48.010                 | 31.420                 | 9560                   | 774.070 |
| Frauen                 | 21.965                 | 49.490                 | 24.095                 | 26.845                 | 127.645                | 58.965                 | 35.595                 | 25.885                 | 19.295                 | 6915                   | 396.690 |
| Männer                 | 22.620                 | 52.075                 | 25.345                 | 26.840                 | 124.015                | 55.955                 | 33.635                 | 22.130                 | 12.125                 | 2645                   | 377.380 |

### Sprachen

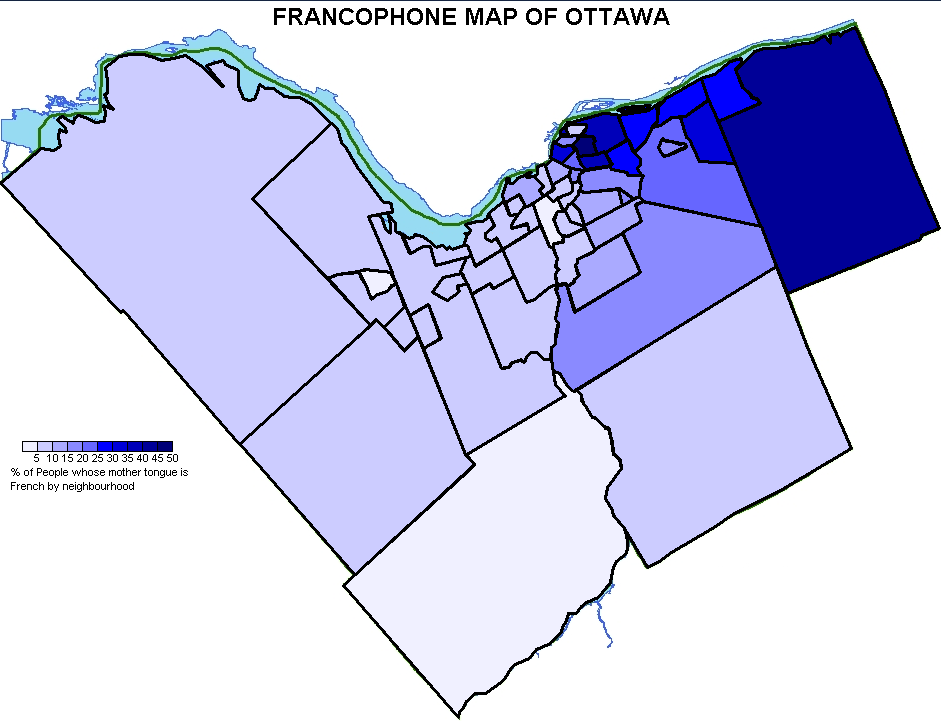
Verteilung der frankophonen Bevölkerung auf das Stadtgebiet

Ottawa ist offiziell englisch- und französischsprachig. Die gesamte Verwaltung ist auf die Zweisprachigkeit ausgerichtet. Die Bevölkerung ist überwiegend englischsprachig (62,6 %); etwa 14,9 % sind französischsprachig (→ Franko-Ontarier). Nur ein geringer Bevölkerungsanteil (etwa 0,85 %) ist mit zwei Muttersprachen aufgewachsen. Ein Anteil von 59,87 % hat nur Kenntnisse der englischen Sprache, 1,62 % beherrschen nur Französisch. Die französischsprachigen Einwohner leben vor allem in den nordöstlichen Bezirken entlang des Ottawa River. Etwa 37 % der Bevölkerung sprechen beide Sprachen, rund 1,3 % beherrschen keine der beiden Sprachen. Durch die Einwanderer sind viele andere Sprachen wie Arabisch, Chinesisch, Italienisch, Deutsch, Spanisch oder Persisch vertreten.

### Religionen
Nach der Volkszählung des Jahres 2001 gehörten 79,34 % der Bevölkerung einer christlichen Konfession an. Davon gehört mit 54,16 % die größte Gruppe der römisch-katholischen Kirche an, 21,85 % sind Protestanten, 1,68 % gehören der orthodoxen Kirche an. Die verbleibenden sind Angehörige der freien christlichen Kirchen, der Zeugen Jehovas oder der Kirche Jesu Christi der Heiligen der Letzten Tage. Die größte nichtchristliche Gruppe bilden die Angehörigen des Islam mit 3,97 %. Danach folgen Angehörige des Judentums (1,09 %) und des Buddhismus (0,95 %). Der Anteil der Konfessionslosen beträgt 13,29 %.

## Wirtschaft und Infrastruktur

### Hauptstädtische Infrastruktur

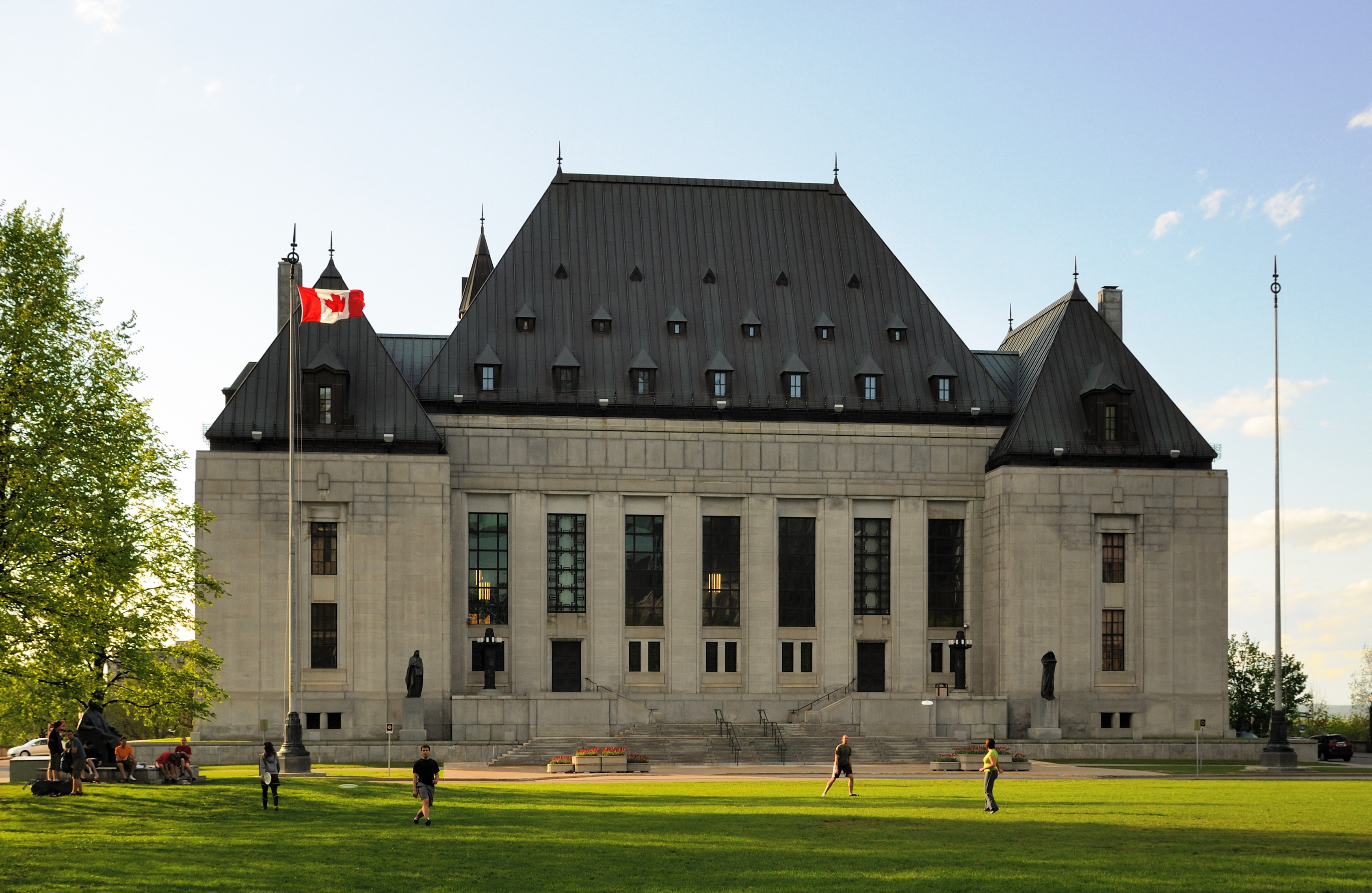
Gebäude des Obersten Gerichtshofs von Kanada

In Ottawa befinden sich die wichtigsten politischen Institutionen des Landes. Das kanadische Parlament mit Senat und Unterhaus sowie der Generalgouverneur von Kanada haben hier ebenso ihren Sitz wie der Oberste Gerichtshof Kanadas. An der Adresse 24 Sussex Drive befindet sich seit 1949 der offizielle Amtssitz des kanadischen Premierministers. Das eher bescheidene Haus wurde zwischen 1866 und 1868 von Joseph Merrill Currier (1820–1884) erbaut. Der Landsitz des Premierministers befindet sich außerhalb der Stadt am Harrington-See im Gatineau-Park, rund 33 km nordwestlich des Regierungsviertels. Die Residenz des Staatsoberhauptes (der Monarch bzw. der Generalgouverneur als Stellvertretung) residiert seit dem 1. Juli 1867 in der Rideau Hall (1 Sussex Drive). Das repräsentative Gebäude wird vor allem für Staatsempfänge genutzt. Lediglich 500 m² der insgesamt 9500 m² sind als Wohnung konzipiert. Auch der Oppositionsführer des Unterhauses und dessen Vorsitzender (speaker) haben offizielle Residenzen im Hauptstadtbezirk. Das offizielle Gästehaus für Staatsbesuche ist ein viktorianisches Gebäude in der Nähe der Rideau Hall.
Außerdem haben 126 Auslandsvertretungen und Hochkommissare ihren Sitz in der Hauptstadt. Die meisten Botschaften und Residenzen befinden sich im Diplomatenviertel Rockcliffe nordöstlich des Regierungsviertels, eine weitere Ansammlung von diplomatischen Missionen befindet sich in der südlichen Innenstadt. Die Deutsche Botschaft in Ottawa besteht, nach Unterbrechung durch den Zweiten Weltkrieg, wieder seit dem 13. Februar 1951.

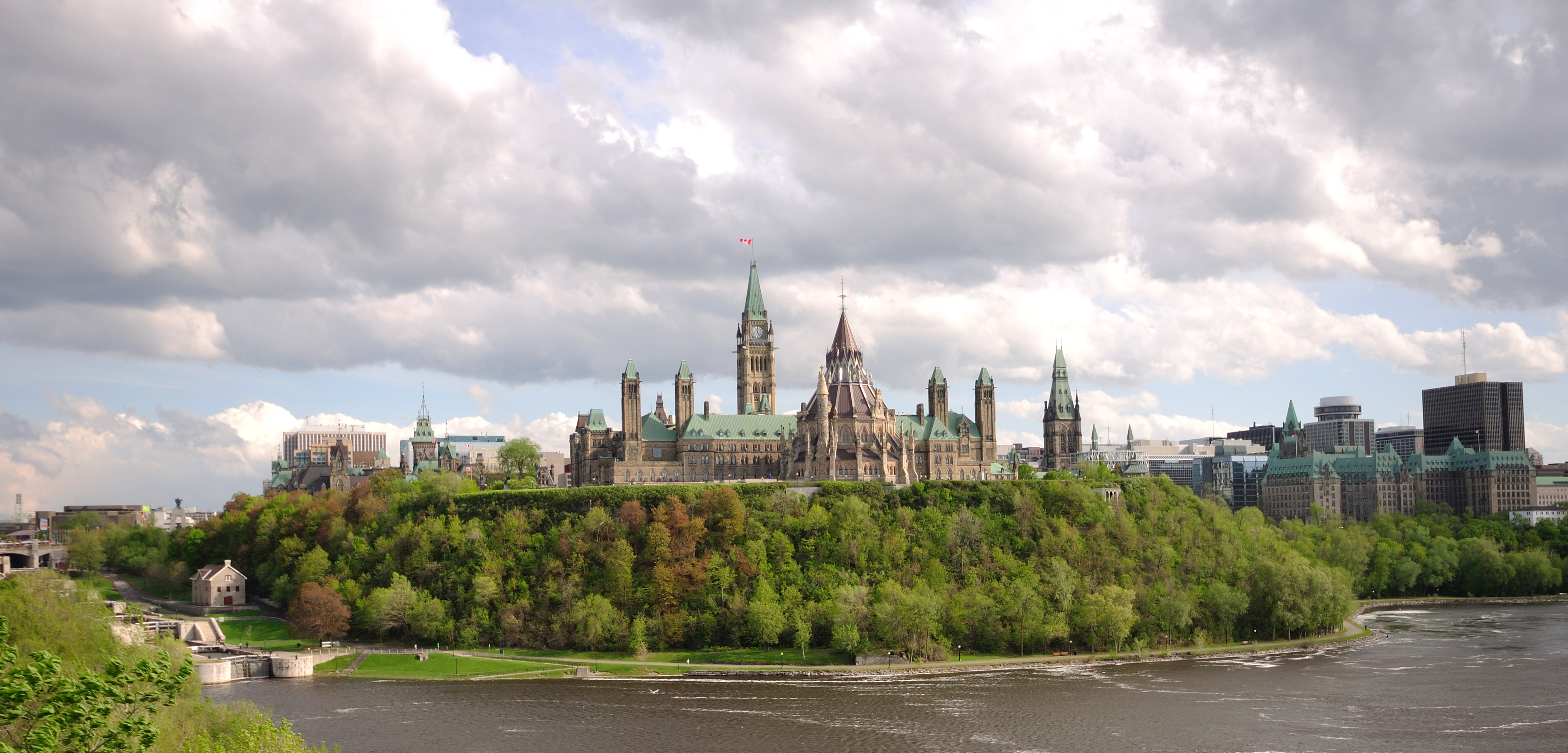
Parlamentshügel von Ottawa

Die Zentralbank Bank of Canada wurde 1935 in Ottawa gegründet und befindet sich an der Ecke Wellington Street zu Bank Street in der Downtown.
In Ottawa befindet sich seit 1971 die nationale Statistikbehörde Statistics Canada (franz.: Statistique Canada). Diese Organisation ging aus dem 1918 gegründeten Dominion Bureau of Statistics hervor. Die Behörde mit rund 1700 Mitarbeitern hat ihren Sitz westlich der Downtown.
Außerdem befinden sich in der Stadt folgende Ministerien und Bundesbehörden: Agriculture and Agri-Food Canada, Citizenship and Immigration Canada, Department of Finance Canada, Fisheries and Oceans Canada, Global Affairs Canada, Health Canada, Industry Canada, Department of Justice, Department of National Defence, Natural Resources Canada, Public Safety Canada, Transport Canada, Veterans Affairs Canada sowie Canada Border Services Agency, Nav Canada, Royal Canadian Mounted Police, Communications Security Establishment Canada und der kanadische Kronrat.
In Gatineau sind u. a. folgende Ministerien und Bundesbehörden untergebracht: Employment and Social Development Canada, Environment and Climate Change Canada, Public Services and Procurement Canada, Indigenous and Northern Affairs Canada, Transportation Safety Board of Canada sowie Canadian International Development Agency.

### Wirtschaft
Die Angestellten arbeiten in der Stadt vornehmlich entweder für die kanadischen Bundesbehörden und die Bundesregierung oder in der Hochtechnologieindustrie. In Ottawa sind unter anderem die Unternehmen 3M, General Dynamics Canada, Adobe Inc., Bell Canada, IBM Canada, MacDonald Dettwiler, Telesat Canada, Neptec, Corel Corporation und Hewlett-Packard niedergelassen. Die Konzentration an Unternehmen dieser Branche brachte der Stadt auch den Spitznamen „Silicon Valley des Nordens“ ein. Die Firma Royal Canadian Mint prägt hier an ihrem denkmalgeschützten Hauptsitz exklusiv die Anlage- und Gedenkmünzen des Kanadischen Dollars.
Nach einer Erhebung aus dem Jahr 2006 gibt es in Ottawa insgesamt 522.000 Arbeitsstellen. Zwischen 2001 und 2006 entstanden rund 40.000 neue Arbeitsstellen. Trotz der Steigerung ist das durchschnittliche Wachstum auf einen Fünf-Jahres-Zeitraum bezogen langsamer als Ende der 1990er Jahre. Während die Zahl der Beschäftigten im Bereich der Bundespolitik stagnierte, wuchs sie in der Branche der Hochtechnologie mit 2,4 % stärker an. Das gesamte Wachstum der Arbeitsplätze in Ottawa-Gatineau betrug 1,3 % im Vergleich zum Vorjahr und lag damit auf Platz 6 hinter Edmonton (6,7 %), Calgary (3,9 %), Vancouver (3,0 %), Montreal (2,5 %) und Toronto (2,3 %). Die Arbeitslosenquote in Ottawa-Gatineau betrug 5,2 % (nur Ottawa: 5,1 %) und lag damit unter dem nationalen Durchschnitt von 6,0 %.
Die Zunahme des Bruttoinlandsprodukt betrug in Kanada 2007 2,4 %; Ottawa war mit 2,7 % auf Platz 4 der großen Städte. Die Region Ottawa-Gatineau hat die dritthöchsten Einkommen aller großen Städte Kanadas. Das durchschnittliche Bruttoeinkommen in der Region lag bei 40.078 Dollar (nach Calgary mit 52.927 Dollar und Edmonton mit 42.866 Dollar) und stieg damit um 4,9 % im Vergleich zum Vorjahr. Das Nettoeinkommen lag bei 30.347 Dollar (Zuwachs um 4,4 % zum Vorjahr) und bedeutet für die Region ebenfalls Platz 3. Der Lebenshaltungskostenindex wurde 2007 mit 110,7 gemessen, was einer Jahresteuerungsrate von 1,9 % entsprach.
Die Weltwirtschaftskrise bewirkte einen Anstieg der Arbeitslosenquote zwischen April 2008 und April 2009 von 4,7 auf 6,3 %. In der Provinz stieg diese Quote allerdings im gleichen Zeitraum von 6,4 auf 9,1 %.

### Medien
In der kanadischen Hauptstadt erscheinen eine Reihe von Tageszeitungen. Der 1845 gegründete Ottawa Citizen ist eine englischsprachige, konservative Tageszeitung mit einer Auflage von rund 140.000 Exemplaren. Die Zeitung führt den Peace Tower in ihrem Logo. Wie auch in anderen kanadischen Großstädten erscheint die kostenlose Pendlerzeitung 24 Hours. Die Ottawa Sun gilt als konservativ-populistisch und ist die Schwesterzeitung der Toronto Sun. Mit rund 35.000 Exemplaren erscheint täglich die französischsprachige Le Droit. Die 1913 gegründete Zeitung ist gleichzeitig die einzige frankophone Tageszeitung in der Provinz Ontario, wird aber auch im angrenzenden Gatineau gelesen.
Obwohl Ottawa die Hauptstadt Kanadas ist, sind die meisten – auch örtlichen – Fernsehsender im Süden Ontarios, vor allem in Toronto beheimatet. Wegen der Zweisprachigkeit der Stadt hat sie terrestrische Empfangsmöglichkeiten für die meisten englisch- und französischsprachigen Sender des Landes. In der Hauptstadt sind unter anderen das 1947 gegründete Talkradio 580 CFRA, der Sportradiosender The Team 1200, Oldie-Radiosender Oldies 1310, Hot 89.9FM und Live 88.5FM beheimatet.

### Verkehr
Ottawa ist durch zwei Bahnhöfe an das Eisenbahnnetz von VIA Rail angeschlossen. Der Bahnhof Ottawa ist Ausgangs- und Endpunkt der Linien nach Toronto und Montreal. Der rund zehn Kilometer südlich des Zentrums gelegene Ottawa Macdonald-Cartier International Airport wird von einer Vielzahl von Fluggesellschaften angeflogen. In der Region der Stadt befinden sich noch zehn weitere kleinere Flugplätze. Ottawa ist mittels Langstreckenbusverbindungen mehrerer Gesellschaften wie zum Beispiel Greyhound Canada mit anderen kanadischen Städten verbunden.

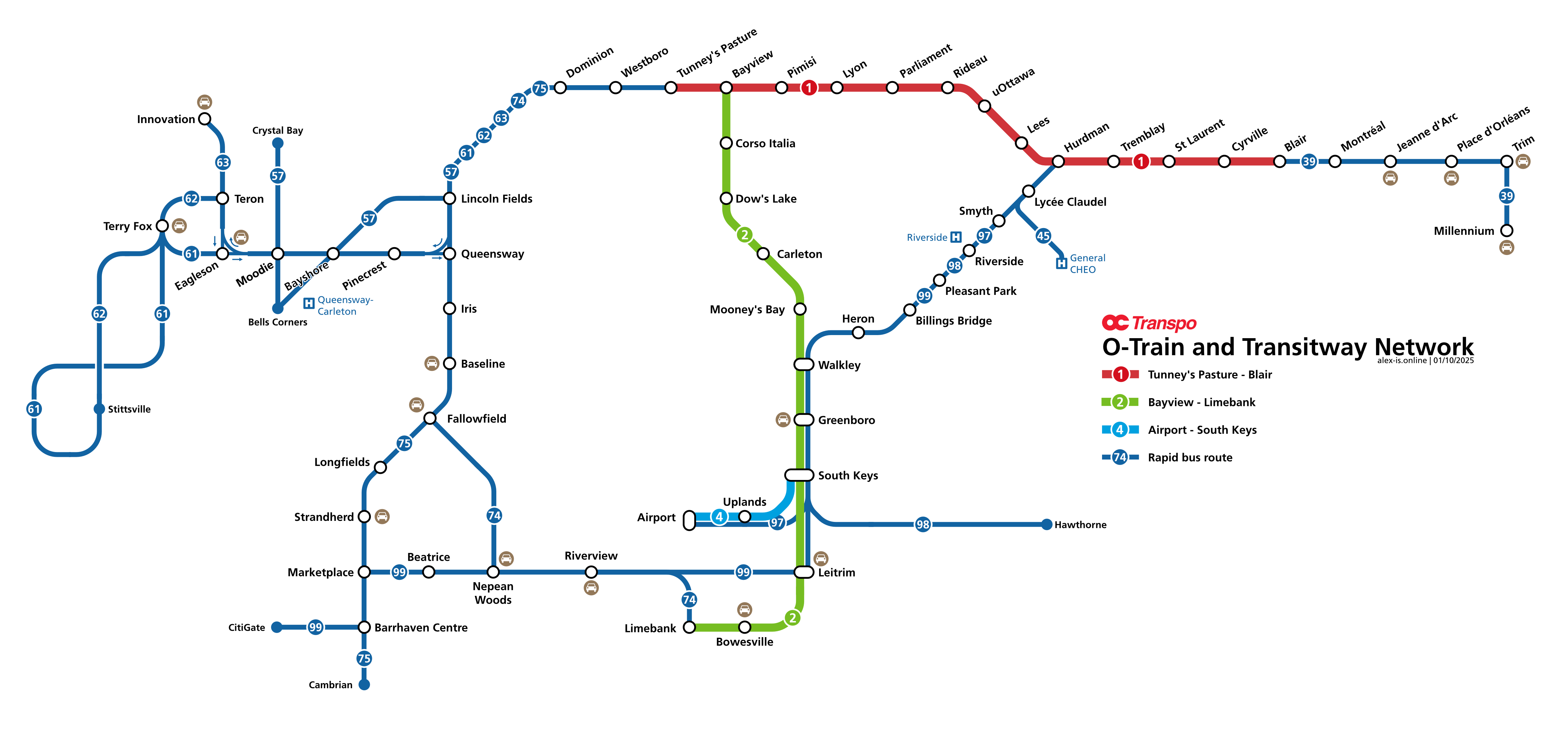
Netzplan des Ottawa Rapid Transit

In Ottawa werden zwei Stadtbahn- und mehrere Buslinien von OC Transpo unterhalten. Bemerkenswert ist der Transitway. Es handelt sich dabei um ein Busstraßensystem, das weitgehend kreuzungsfrei geführt wird und Haltestellenanlagen besitzt, die an U-Bahn-Stationen erinnern. In der Innenstadt verlassen die Busse den Transitway und verkehren auf dem normalen Straßennetz. Die modernen Stadtbahnen werden als O-Train bezeichnet. In der Innenstadt verläuft die Strecke in einem Tunnel. Dort verkehren im 5-Minuten-Takt moderne niederflurige Fahrzeuge. Im Osten und Westen sollen die Strecken verlängert werden, wofür die Bauarbeiten teilweise schon begonnen haben.
Ottawa ist sternförmig durch ein Netzwerk mehrerer Autobahnen erschlossen. Der Highway 417 (The Queensway) verläuft als Teil des Trans-Canada Highway von Westen nach Osten in Richtung Montreal. Nach Süden führt der Highway 416 (Veterans Memorial Highway) bis nach Prescott und bindet die Hauptstadt damit an die restlichen 400er-Autobahnen und das Goldene Hufeisen an.
Der Highway 7 führt über 537 km von London im Südwesten Ontarios über Kitchener und Guelph nach Ottawa. Mit ihrer Schwesterstadt Gatineau ist die Hauptstadt über fünf Straßenbrücken und eine Eisenbahnbrücke über dem Ottawa-Fluss verbunden.
Die George Dunbar Bridge quert den Rideau River.
Eine große Anzahl von Straßen werden als sogenannte Scenic Parkways von der National Capital Commission verwaltet, sie sollen hauptsächlich dem Freizeitverkehr dienen und sind daher für LKW gesperrt. An den Sommerwochenenden werden einige Scenic Parkways für den motorisierten Verkehr gesperrt und dienen Fußgängern, Rollschuhfahrern sowie dem Radverkehr.
Ottawa ist von einem großen Netz an Fußgänger- und Radwegen durchzogen. Die Wege meiden verkehrsreiche Autostraßen und erstrecken sich auch entlang der Flüsse. Sie bieten damit gute Möglichkeiten für Radwanderungen oder Spaziergänge.
Nach statistischen Erhebungen nutzten im Jahr 2005 – gemessen wurde an einem verkehrsreichen Morgen – rund 62 % der Bürger das Automobil, 21 % die öffentlichen Verkehrsmittel, 9 % liefen zu Fuß, 2 % nutzten das Fahrrad und 6 % nutzten andere Fortbewegungsmittel. Für die Zukunft soll aufgrund der wachsenden Bevölkerungszahl der Schwerpunkt auf den öffentlichen Nahverkehr gelegt und eine Auslastung von 30 % angestrebt werden. Der Pendlerverkehr von Gatineau nach Ottawa betrug 2005 insgesamt 43.200 was 31 % des Gesamtverkehrs entspricht. Umgekehrt gab es von Ottawa nach Gatineau nur 17.200 Pendler, was einer Quote von 4 % entspricht. Der Pendleraustausch zwischen dem ländlichen Stadtgebiet und der Downtown fällt im Verhältnis von 67 % stadteinwärts zu 2 % stadtauswärts noch drastischer aus.

### Bildungseinrichtungen

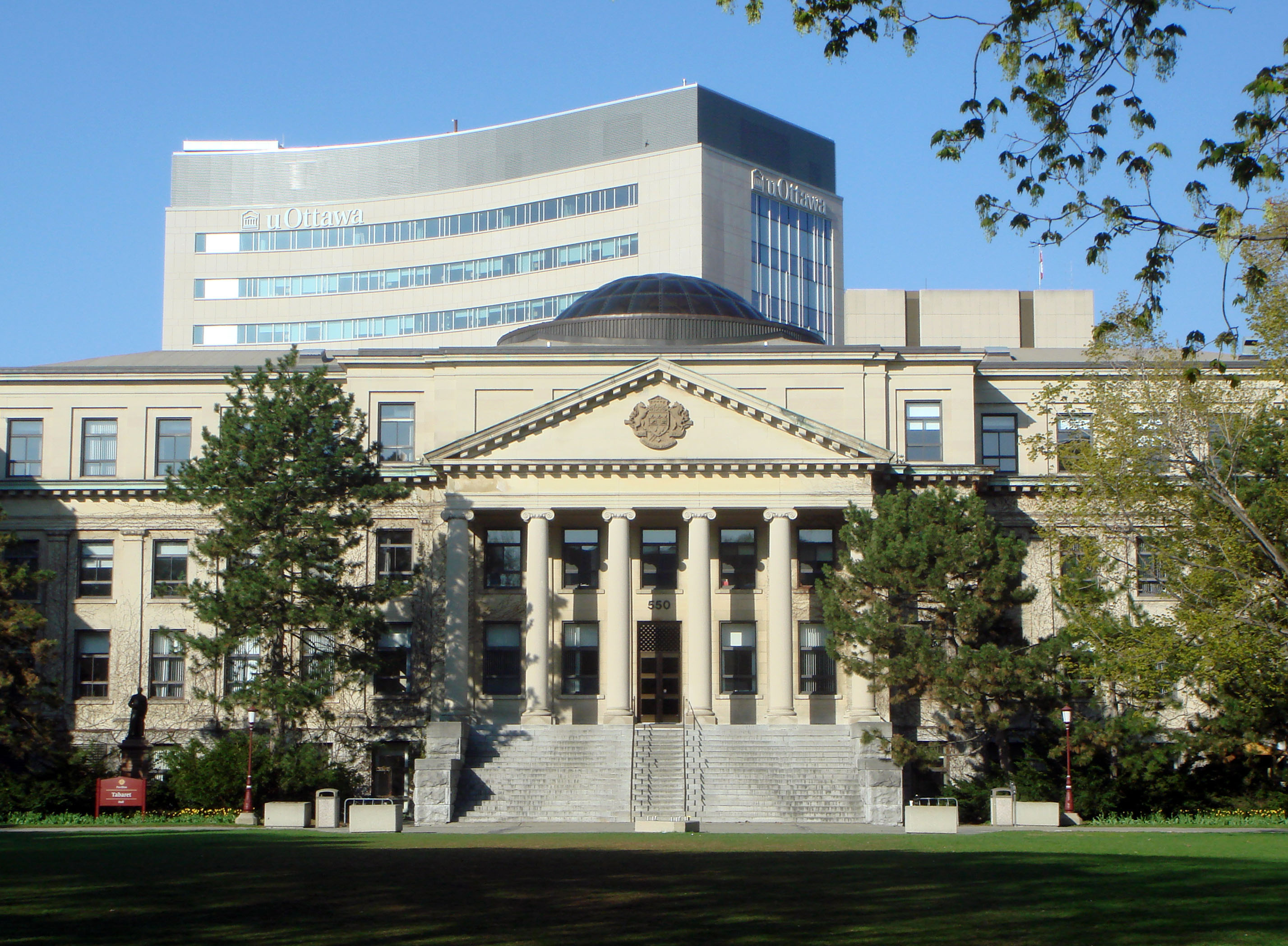
Tabaret Hall der Universität Ottawa

Die Stadt verfügt über zwei staatliche Universitäten, die Universität Ottawa und die Carleton University. Darüber hinaus gibt es mehrere Hochschulen. Das 1967 gegründete Algonquin College ist eine Hochschule für angewandte Kunst und Technologie. Das Dominican University College bietet mehrere Fakultäten der Philosophie und Theologie. Die kleine Hochschule hat rund 160 Studenten und wurde im Jahr 1900 gegründet. Die 1848 gegründete Saint Paul University ist eine päpstlich-katholische Universität mit etwa 1000 Studenten. Sie beherbergt Fakultäten für Kirchenrechts, Humanwissenschaften, Philosophie und Theologie. Die meisten Hochschulen und Universitäten lehren englisch und französisch. Das La Cité collégiale mit etwa 5.000 Studenten ist eine französischsprachige Hochschule, die als Ableger des Algonquin College 1990 gegründet wurde.

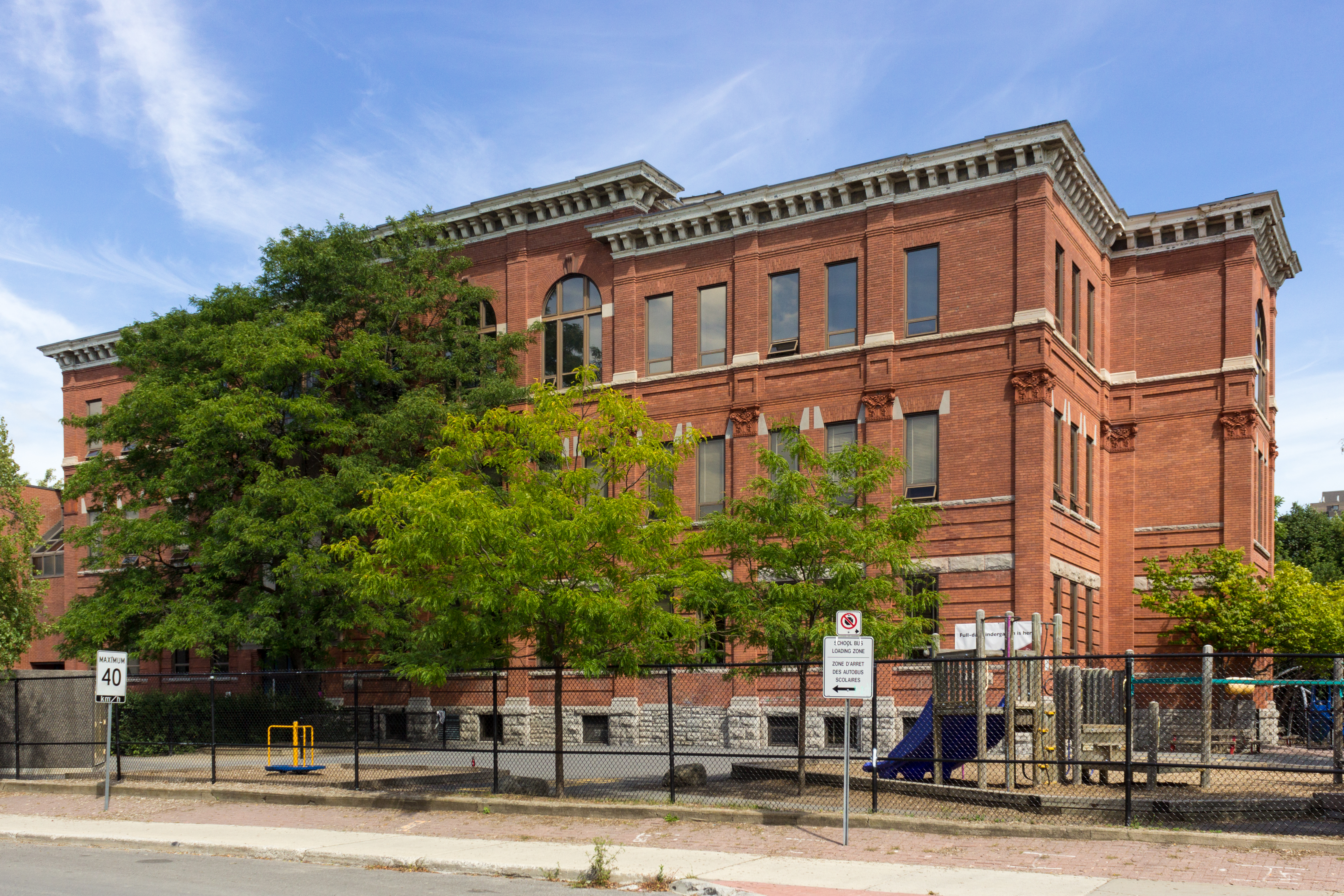
First Avenue Public School, eine Grundschule des OCDSB

Das Ottawa-Carleton District School Board (OCDSB), Conseil des écoles publiques de l'Est de l'Ontario, Ottawa Catholic School Board und Conseil des écoles catholiques du Centre-Est betreiben zahlreiche allgemeinbildenden Schulen, die in englischer oder französischer Sprache unterrichten. Daneben gibt es mehrere privat geführte Schulen, z. B. das Internat Ashbury College und eine Montessorischule.
Ottawa hat landesweit die höchste Pro-Kopf-Konzentration von Ingenieuren, Wissenschaftlern und Einwohnern mit akademischem Grad.
Das nationale Archiv und die Nationalbibliothek Kanadas Library and Archives Canada wurde in einem neu errichteten Bau 1967 von Premierminister Lester B. Pearson eröffnet.

## Kultur und Sehenswürdigkeiten

### Stadtbild und Architektur in Downtown

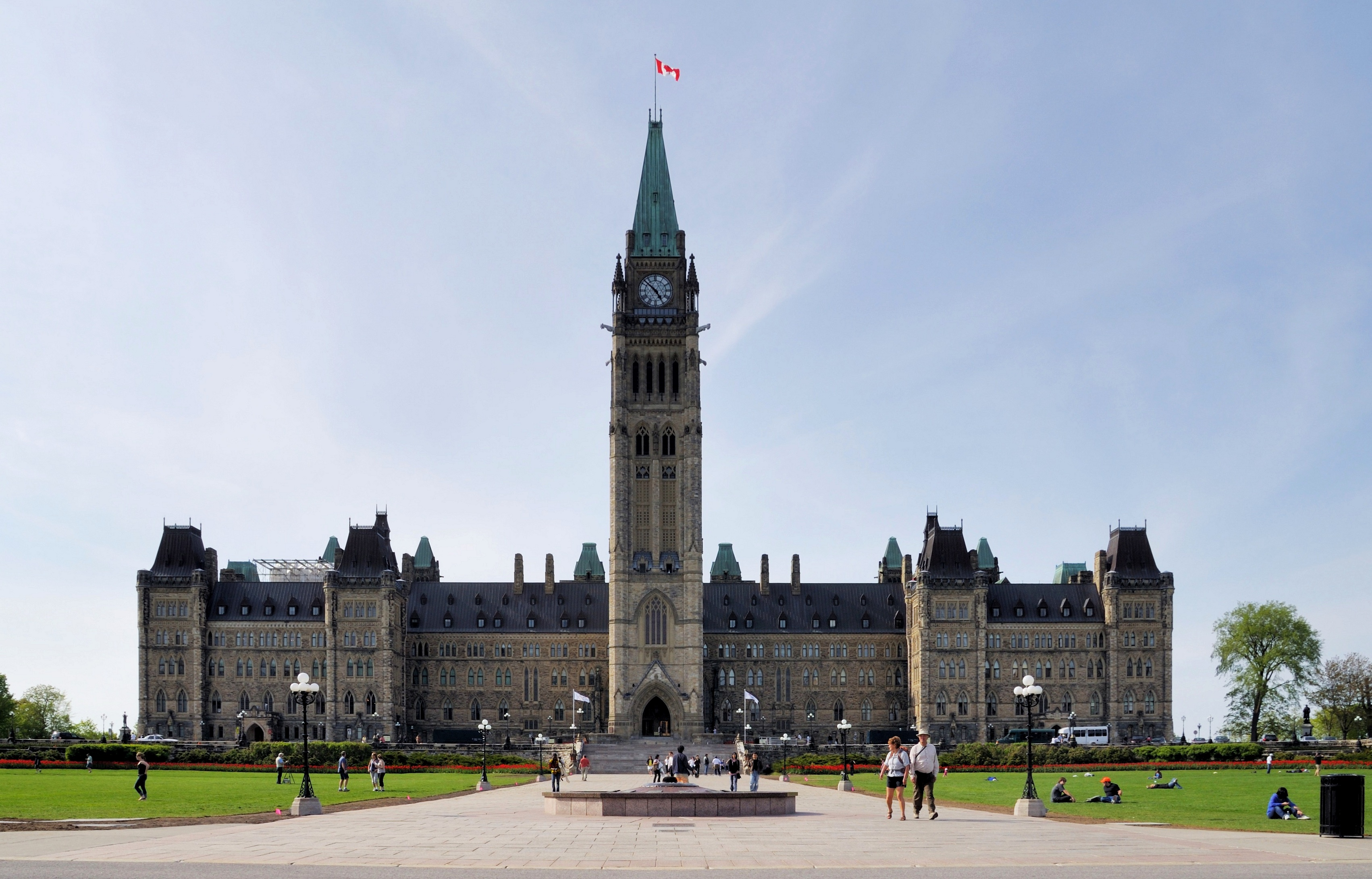
Parlamentsgebäude (Centre Block): Sitz des Bundesparlaments

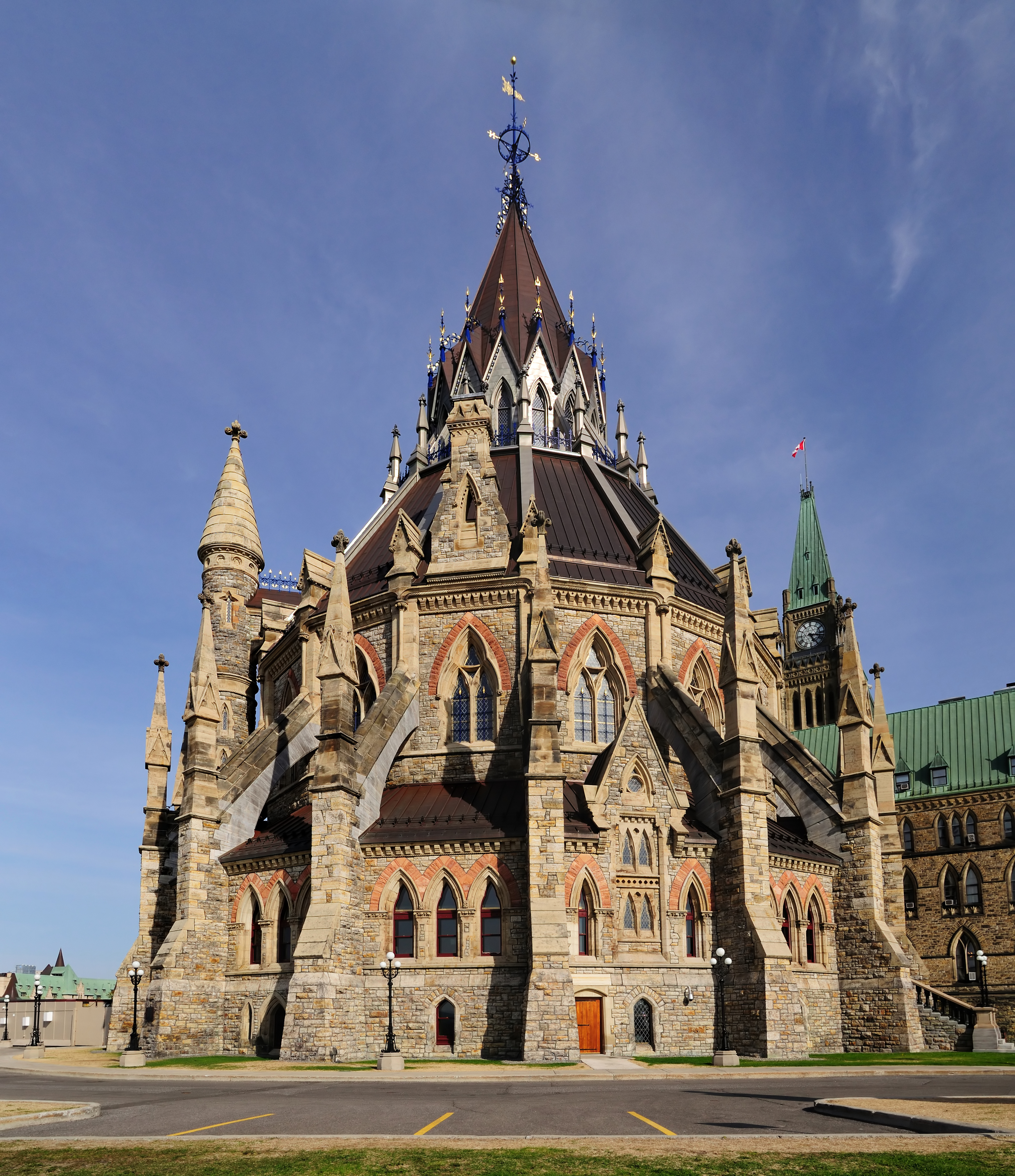
Parlamentsbibliothek

Im Gegensatz zu Toronto und Montreal dominieren nur wenige hohe Gebäude das Stadtbild Ottawas. Mit 112 m ist das höchste Gebäude Place de Ville II nur unwesentlich höher als der historische Peace Tower des Parlamentsgebäudes. Vor allem in der Innenstadt sind die Straßen rechtwinkelig angelegt, wobei die großen Ausfallstraßen teilweise ihren ursprünglichen Verlauf behalten haben und dem Muster nur teilweise folgen.
Als Hauptsehenswürdigkeit gilt das Regierungsviertel, dessen Gebäude in Anlehnung an die Regierungsbauten in London entworfen wurden und im Stil der britischen Neugotik gehalten sind. Die Bauwerke befinden sich auf dem Parlamentshügel (Parliament Hill) zwischen dem Rideau-Kanal und dem Ottawa River. Das Parlamentsgebäude ist ein Komplex, der aus drei Teilen (East Block, West Block und Centre Block) und dem markanten 92 m hohen Peace Tower besteht. An der Nordseite des Centre Block befindet sich die Parlamentsbibliothek, die aufgrund ihres Kuppeldachs und seinen Stützpfeilern an einen gotischen Sakralbau erinnert. Auf dem Vorplatz des Parlaments brennt die Centennial Flame, die in der Neujahrsnacht 1966 an die ersten hundert Jahre der Kanadischen Konföderation erinnern soll. Einige hundert Meter westlich des Parlaments befindet sich der Oberste Gerichtshof Kanadas. Das höchste kanadische Gericht tagt in einem 1939 erbauten Gebäude mit grünlichem Dach. Im Regierungsviertel finden sich zahlreiche Statuen berühmter kanadischer Politiker. Östlich des Parlamentsgebäudes befindet sich eine Statue aus dem Jahr 1977, die Königin Elisabeth II. auf einem Pferd darstellt.
Die 1846 geweihte römisch-katholische Kathedralbasilika Notre Dame östlich des Rideau-Kanals am Sussex Drive ist die älteste Kirche Ottawas und Sitz des Erzbischofs. Die neogotische Kirche wurde von 1841 bis 1865 erbaut, der prachtvolle Innenraum zwischen 1876 und 1885 gestaltet.
Westlich der Notre Dame befindet sich die Kanadische Nationalgalerie (National Gallery of Canada). Südlich des Museums befinden sich die Zufahrt zur Alexandra Bridge nach Gatineau und ein kleiner Park mit dem Denkmal Samuel de Champlains (Nepean Point).
Zwischen den Parlamentsgebäuden und dem Nobelhotel Château Laurier fließt der Rideau-Kanal, der an der Mündung zum Ottawa River mehrere Schleusenstufen aufweist und einen Höhenunterschied von 24,1 Meter mit Hilfe von acht von Hand zu bedienenden Toren überbrückt. In den Wintermonaten wird der Kanal zur längsten Schlittschuhlaufbahn der Welt (etwa sieben Kilometer).
Am Rideau-Kanal befindet sich der Confederation Square, eine dreieckige Parkanlage, in der sich ein monumentales Kriegsdenkmal befindet. Südlich des Parks steht das National Arts Centre, ein Konzert-, Opern und Theaterhaus. Nördlich des Confederation Square befindet sich das Château Laurier. Das an eine mittelalterliche Burg erinnernde Hotelgebäude wurde 1912 als Eisenbahnhotel errichtet und zählt zu den besten Hotels der Stadt.

### Museen

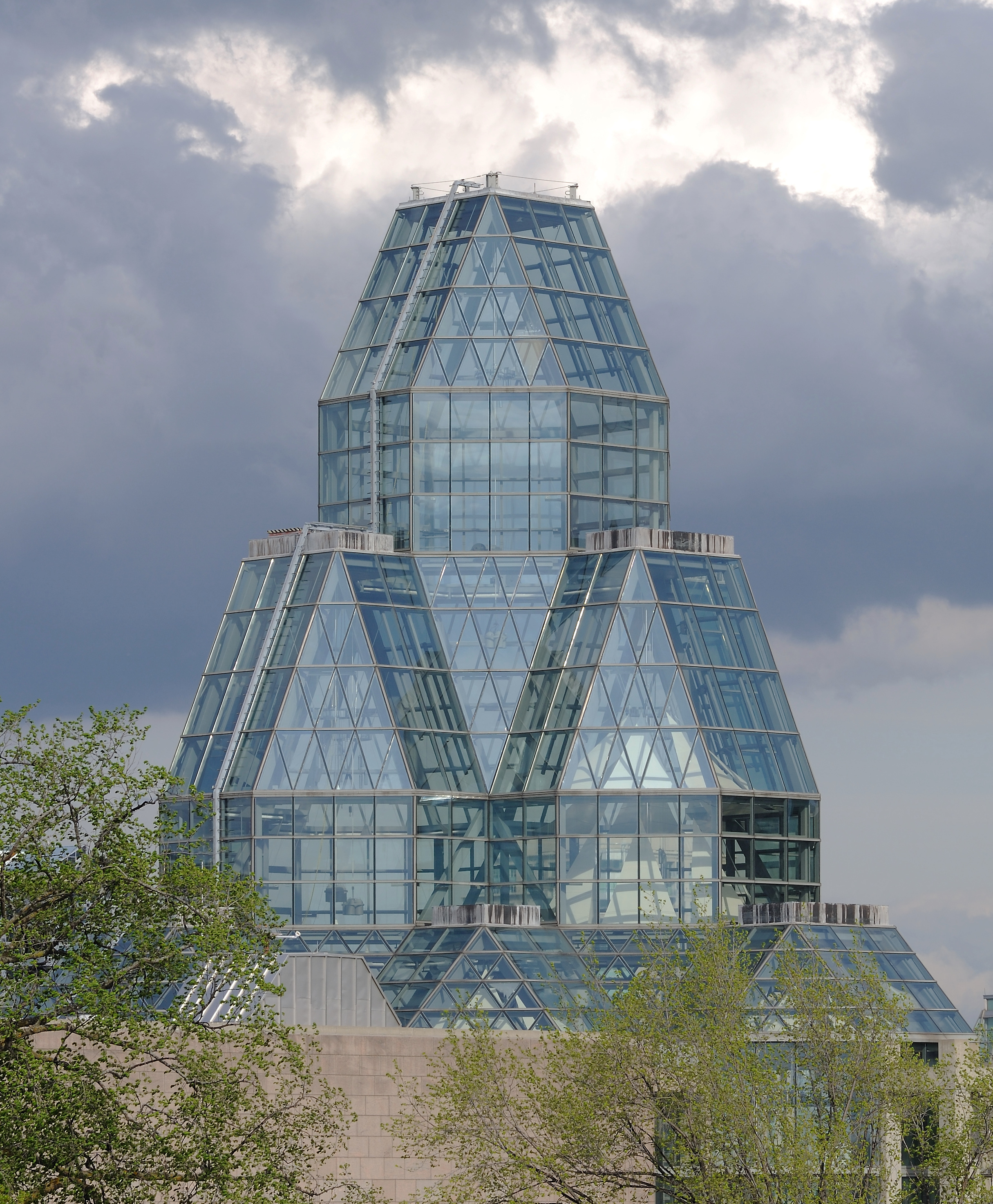
Kuppelbau der Nationalgalerie

Die Sammlung der Kanadischen Nationalgalerie dokumentiert die Entwicklung der kanadischen Kunst, stellt aber auch asiatische und europäische Kunst aus. Das Museumsgebäude mit seinem auffälligen Glaskuppelbau wurde 1988 von Moshe Safdie entworfen. Das Museum besitzt Werke von Künstlern wie Lucas Cranach d. Ä., El Greco, Gustav Klimt, Pablo Picasso oder Andy Warhol. Die kanadische Kunst ist z. B. mit Werken von Paul Kane und der Group of Seven vertreten. Außerdem zeigt das Museum in einer eigenen Abteilung Videokunst. Auf dem Vorplatz befindet sich die 1999 aufgestellte, zehn Meter hohe Spinnenskulptur Maman aus Bronze, die die französische Bildhauerin Louise Bourgeois schuf.
Neben dem Château Laurier befindet sich das der Nationalgalerie angegliederte Museum of Contemporary Photography. In einem ehemaligen Eisenbahntunnel untergebracht, beherbergt es über 150.000 Fotografien von zumeist kanadischen Künstlern.
Seit 2005 befindet sich das Kanadische Kriegsmuseum in einem neuen Gebäude in den Lebreton Flats nahe dem Ottawa-Fluss. Das Gebäude wurde von den Architekten Raymond Miriyama und Alex Rankin entworfen. In fünf verschiedenen Sektionen wird chronologisch die Kriegsgeschichte Kanadas beleuchtet, im eigenen Land wie auch in anderen Erdteilen. Eine Attraktion ist ein originales Mercedes-Benz-770-Cabriolet von Adolf Hitler. Bei diesem Exponat, das ursprünglich der Wagen von Hermann Göring hätte sein sollen, handelt es sich um eine Schenkung eines Québecer Geschäftsmannes aus dem Jahr 1970. Zudem rekonstruierte das Museum einige bekannte Kriegsschauplätze, beispielsweise einen Schützengraben aus dem Ersten Weltkrieg.
Im benachbarten Gatineau befindet sich mit Kanadas Nationalmuseum für Geschichte und Gesellschaft, das meistbesuchte Museum Kanadas. Es widmet sich der Kultur- und Besiedlungsgeschichte Kanadas, wobei es sich in Form von Dauerausstellungen mit dem Thema der Ureinwohner (vor allem der First Nations, aber auch der Métis und Inuit), der Besiedlungsgeschichte durch europäische und asiatische Einwanderer und herausragenden Persönlichkeiten der kanadischen Geschichte befasst. Im Museum ist außerdem das Kanadische Postmuseum (Canadian Postal Museum), das u. a. eine Sammlung sämtlicher in Kanada erschienenen Briefmarken besitzt.

Ausstellungsstücke im Museum für Geschichte und Gesellschaft
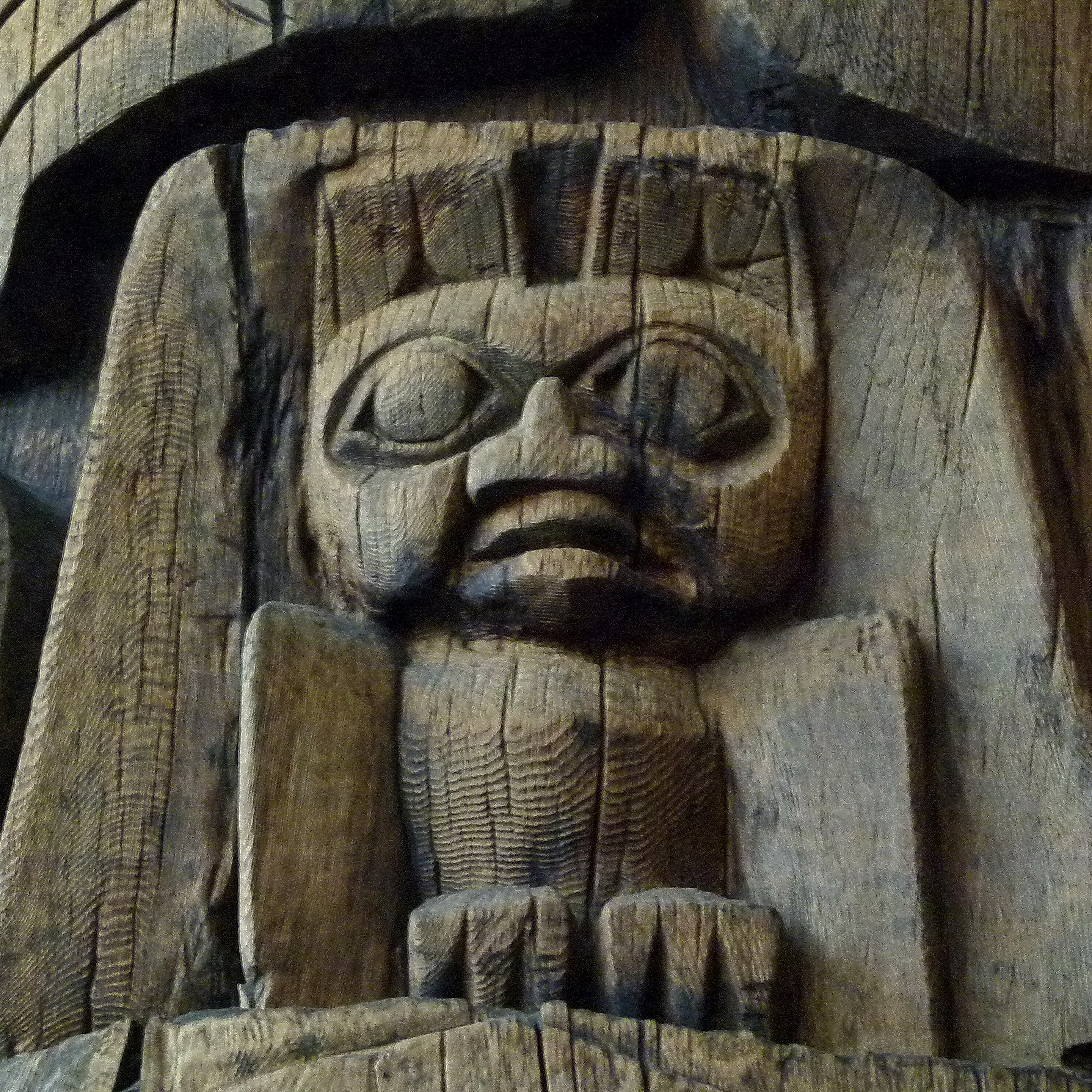
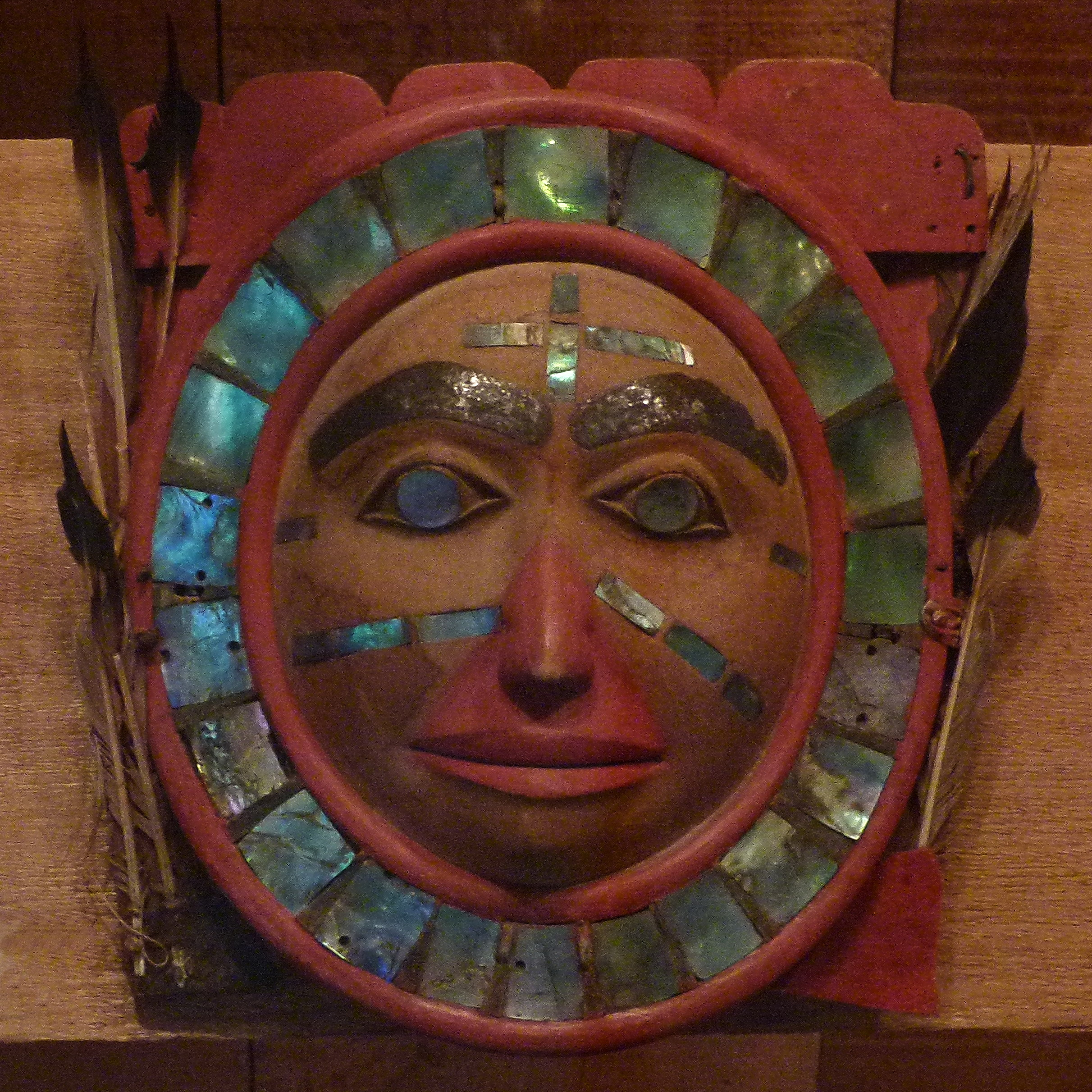
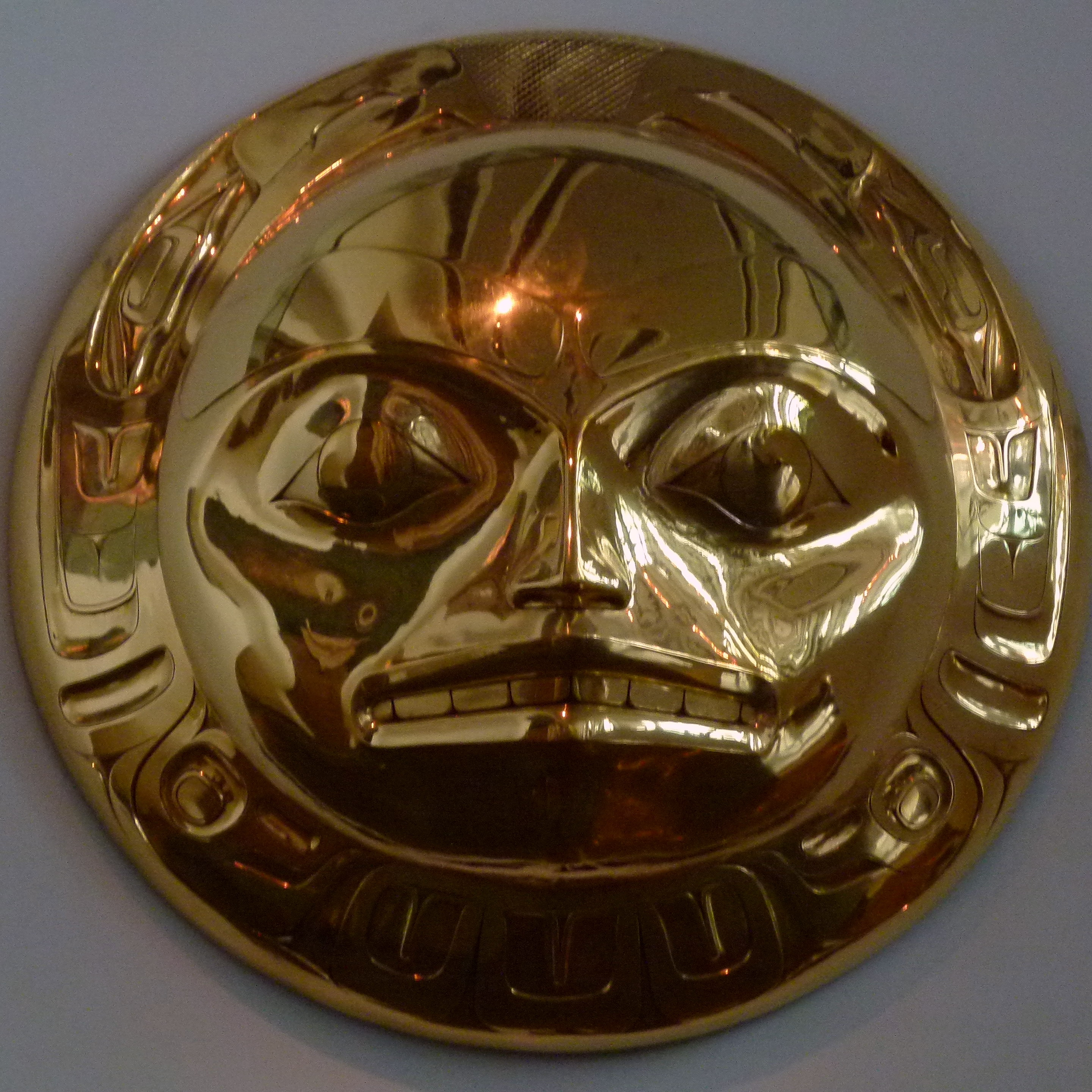
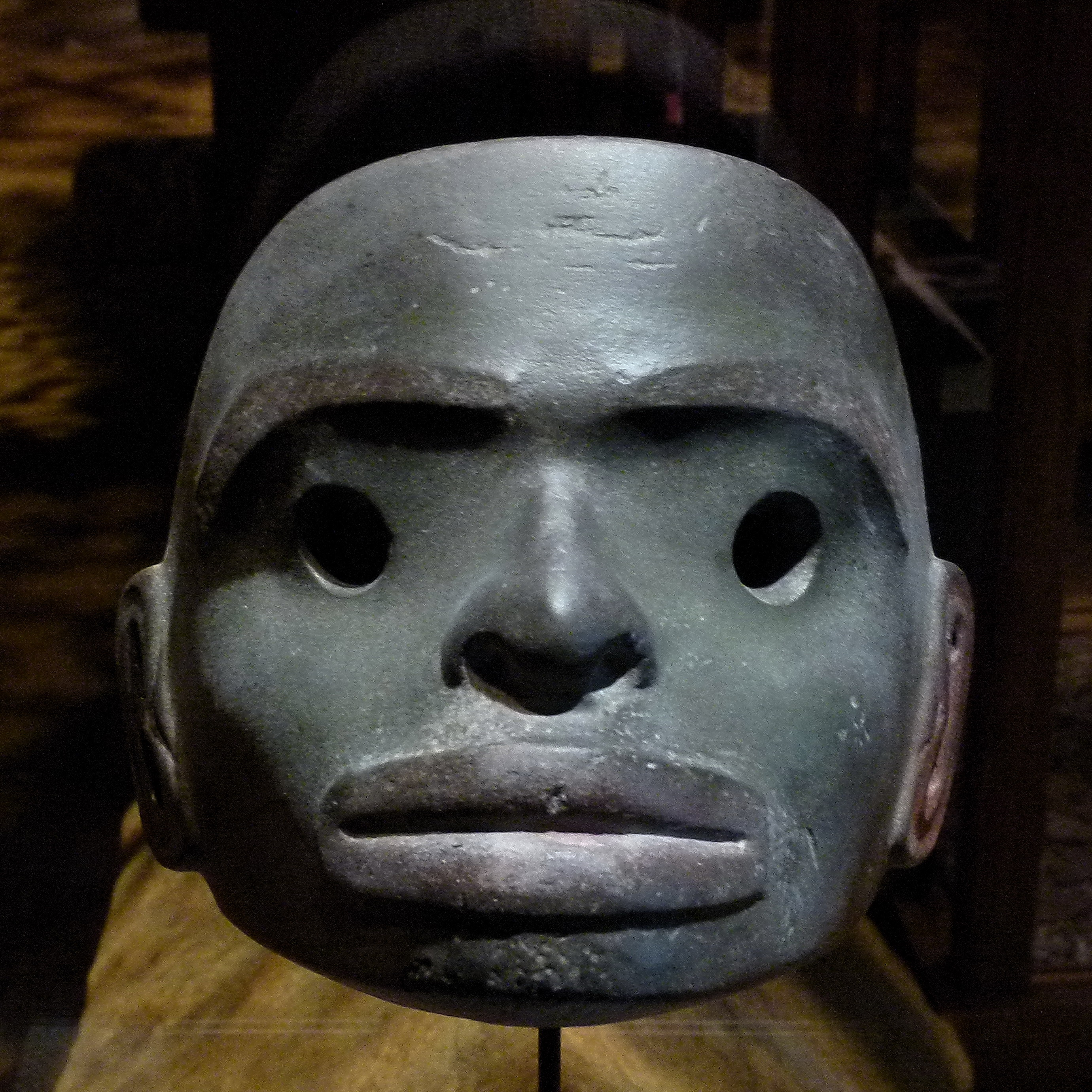

Weitere Museen Ottawas sind das Canadian Museum of Nature am Südrand der Downtown, das Canada Science and Technology Museum am südöstlichen Stadtrand, das Canada Aviation and Space Museum auf dem Gelände des Flugplatzes Ottawa-Rockcliffe nordöstlich der Innenstadt und das Museum für Landwirtschaft und Ernährung auf dem Gelände der Central Experimental Farm/Ferme expérimentale centrale im Südwesten der Innenstadt.
Im Gebäude der Bank of Canada ist das Münzmuseum (Currency Museum) untergebracht. Es zeigt Münzen aus China, dem antiken Griechenland, Rom, Byzanz und Münzen vom Mittelalter bis zur Renaissance sowie die Entwicklung des Geldwesens in Nordamerika.

### Musik und Theater

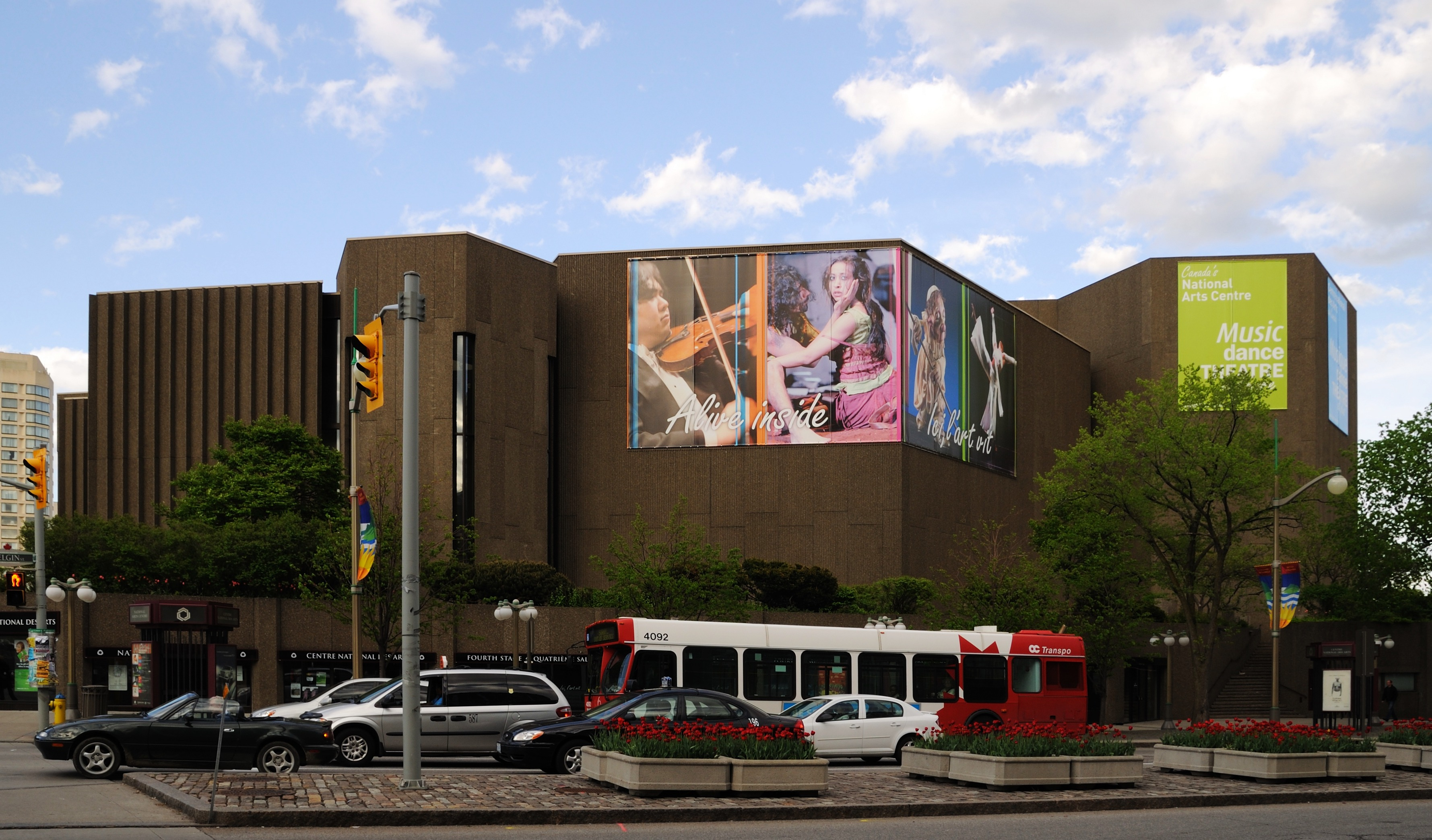
National Arts Centre

Zwischen der Elgin Street und dem Rideau-Kanal befindet sich das National Arts Centre, ein Gebäudekomplex, der mehrere Hallen für Konzert- und Theateraufführungen bietet. Es beherbergt die zwei Orchester National Arts Centre Orchestra und das Ottawa Symphony Orchestra sowie die Operngruppe Opera Lyra Ottawa. Diese treten vor allem in der über 2300 Plätze fassenden Southam Hall auf. Das Theater mit knapp 900 Sitzen ist der Stammsitz einer englisch- und einer französischsprachigen Theatergruppe. Das dunkelbraune Gebäude, das von den Architekten Dimitri Dimakopoulos und Fred Lebensold entworfen wurde, ist länglich und besteht aus mehreren hexagonalen Formen. Die Eröffnung des Kunstzentrums fand am 2. Juni 1969 statt.
In der Nähe des Algonquin College befindet sich das Centrepoint Theater. Es bietet für kleinere Musik- und Theateraufführungen Platz für knapp 1000 Zuschauer. Die Veranstaltungshalle wurde am 3. Mai 1988 eröffnet.

### Regelmäßige Veranstaltungen
Über 60 Festivals und Veranstaltungen finden jedes Jahr im regelmäßigen Turnus in Ottawa statt.

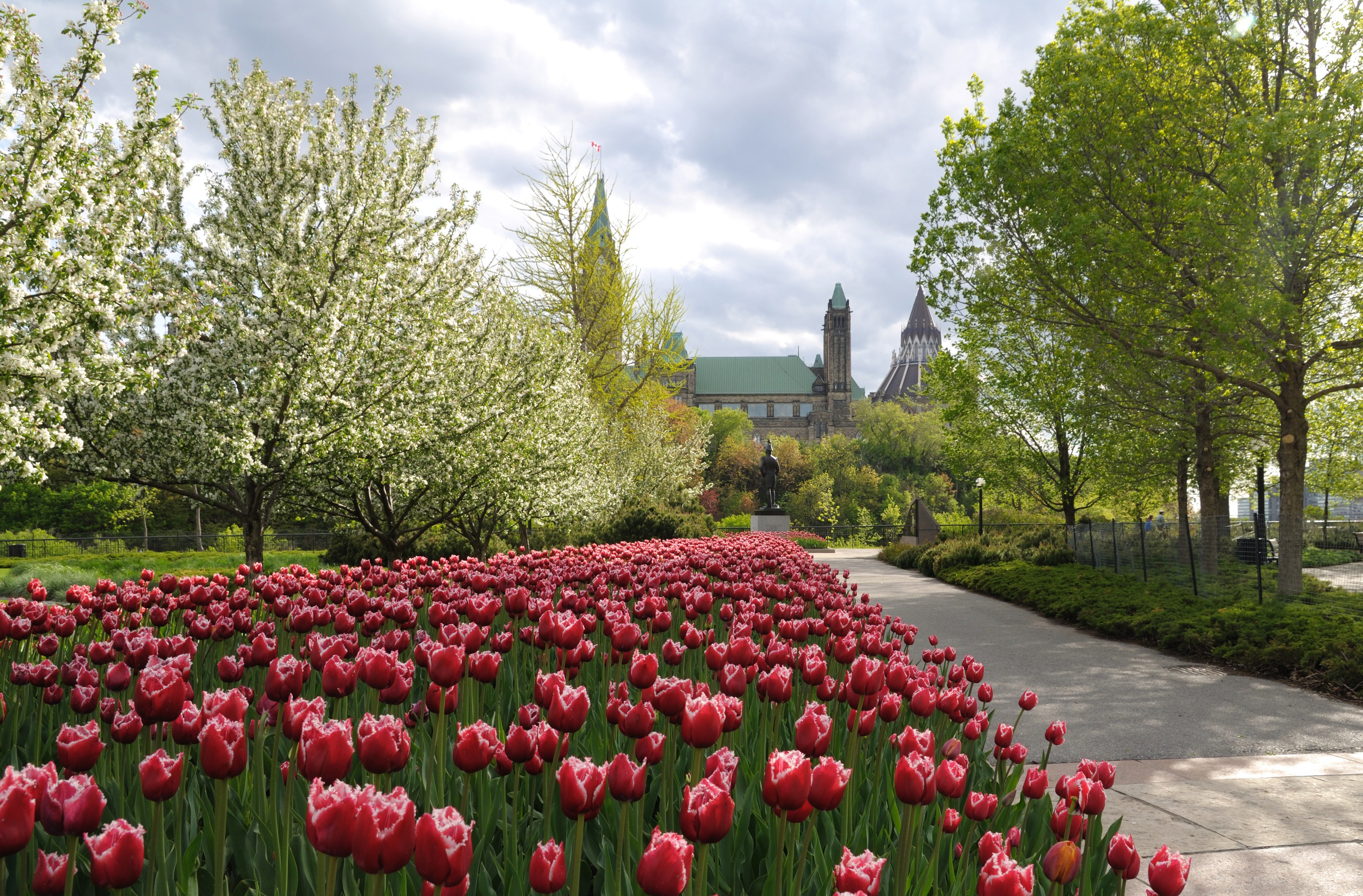
Tulpenparade

Jährlich im Mai findet die Tulpenparade statt, die an die Geburt der niederländischen Prinzessin Margriet während des Exils der Königsfamilie im Zweiten Weltkrieg in Ottawa erinnert. Königin Juliana konnte während ihres Exils ihre Tochter in einem kurzfristig extraterritorial erklärten Krankenhauszimmer zur Welt bringen, was dieser den Anspruch auf die Thronfolge sicherte. Aus Dankbarkeit dafür schickt das niederländische Königshaus bis heute jedes Jahr 20.000 Tulpenzwiebeln in die kanadische Hauptstadt. Teil dieses Festes ist eine große Bootsparade auf dem Rideau-Kanal.
Das im Sommer stattfindende Ottawa International Chamber Music Festival gehört weltweit zu den größten Kammermusikereignissen. Seit 1981 wird ebenfalls im Sommer das Ottawa International Jazz Festival abgehalten. Im Jahr 2011 kamen etwa 295.000 Besucher zu dieser Veranstaltung. Kanadas größtes Bluesfestival findet ebenfalls in Ottawa statt. Seit 1994 werden an elf Tagen im Juli auf verschiedenen Bühnen Blueskonzerte aufgeführt. 2007 besuchten mehr als 300.000 Menschen das Festival.
Der Kanadische Nationalfeiertag Canada Day am 1. Juli wird grundsätzlich im ganzen Land gefeiert. In Ottawa konzentrieren sich allerdings viele Veranstaltungen wie Paraden, große Konzerte und die Präsenz von Vertretern der kanadischen Politik. In den Jahren 1967, 1990, 1992, 1997 und 2010 nahm auch Königin Elisabeth II. an den Feierlichkeiten teil.
Seit 1979 wird in Gatineau und Ottawa im Februar das Freiluftfestival Winterlude (franz.: Bal de neige) ausgetragen. Da in den vergleichsweise strengen Wintermonaten der Rideau-Kanal oft vollständig zugefroren ist, finden auf dem Kanal Musikkonzerte und eissportliche Aktivitäten statt. Einer der Höhepunkte ist ein Skulpturenwettbewerb, bei dem Skulpturen aus Schnee und Eis gefertigt und nachts angeleuchtet werden. 2007 lockte das Festival rund 1,6 Millionen Besucher an.

### Sport

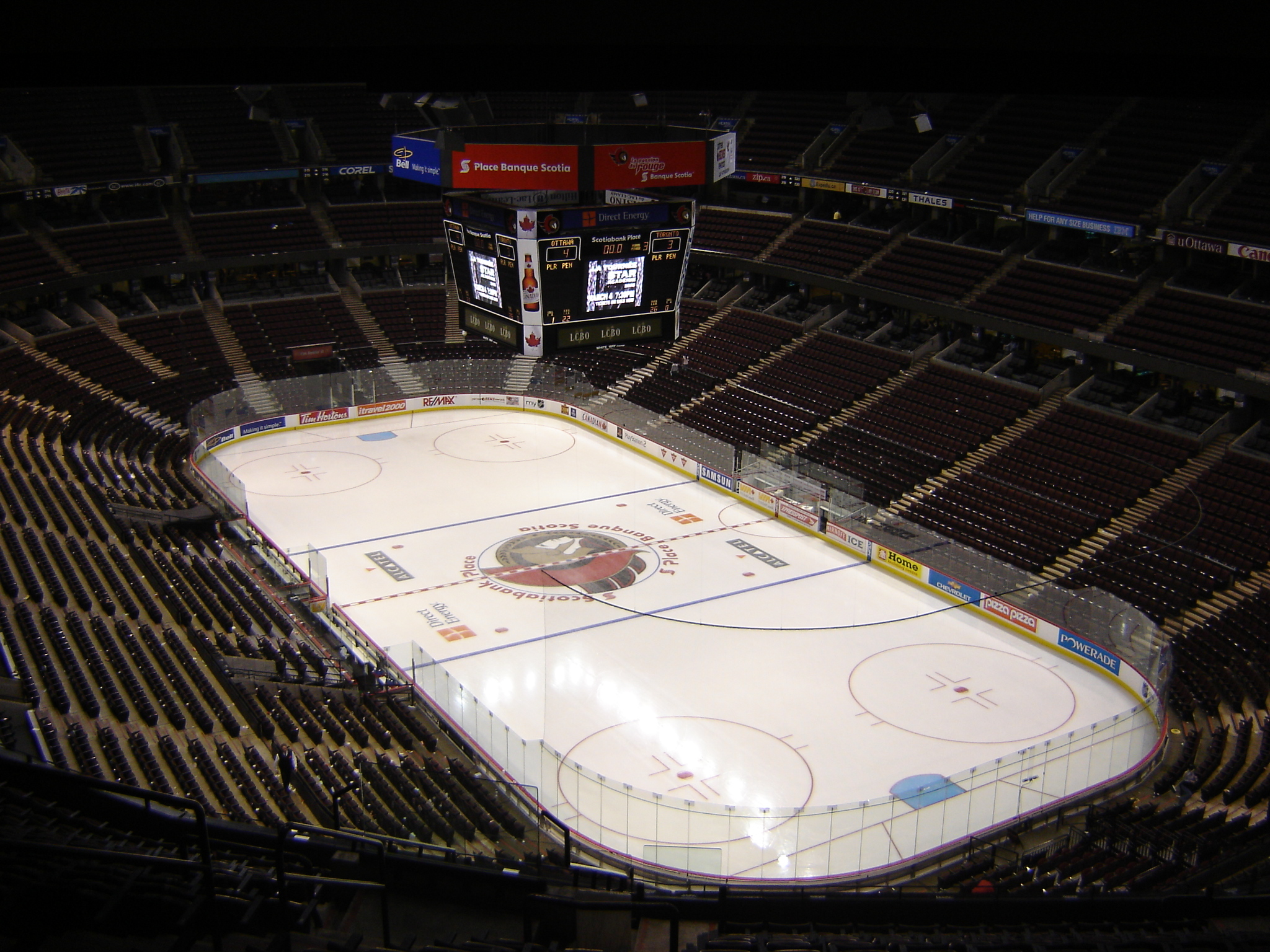
Innenaufnahme des Canadian Tire Centre

Mit den Ottawa Senators in der National Hockey League (NHL) verfügt Ottawa über eine Major-League-Mannschaft. Ihre Heimspiele tragen die seit 1992 am Spielbetrieb teilnehmenden Senators im 19.153 Zuschauer fassenden Canadian Tire Centre aus, das 1996 eröffnet und 2005 erweitert wurde. Die Ottawa 67’s sind eine Mannschaft in der Jugendliga Ontario Hockey League (OHL). In den Jahren 1978 und 1984 fanden die Eiskunstlauf-Weltmeisterschaftenen in Ottawa statt.
Mannschaften, welche die weiteren kanadischen Nationalsportarten Lacrosse (Ottawa Rebel) und Canadian Football (Ottawa Renegades) ausübten, existierten nur kurzzeitig. Das höchstklassige Fußballteam der Stadt sind Ottawa Fury in der Profiliga United Soccer League. Mit 26.559 Plätzen ist das TD Place Stadium die größte Sportstätte Ottawas. Seit 2014 wird durch die Ottawa RedBlacks auch wieder Canadian Football gespielt. Innerhalb Ottawas befinden sich ungefähr 170 Kilometer asphaltierte Wege, die speziell für Inlineskater geeignet sind. Jährlich am letzten Maiwochenende finden Laufwettbewerbe (Ottawa Race Weekend) statt, zu dessen Höhepunkt der Ottawa-Marathon zählt.

## Persönlichkeiten
- Margaret Atwood wurde 1939 in Ottawa geboren. Ihr berühmtester Roman "Der Report der Magd" erschien 1985.

- Der 1908 in der Türkei geborene Porträtfotograf Yousuf Karsh war in Ottawa beheimatet. Er eröffnete in der Nähe des Château Laurier sein Studio.[57] Am 30. Dezember 1941 fotografierte er Winston Churchill in Ottawa nach einer Rede, die er im Unterhaus hielt. Mit diesem Foto, das auch Titelbild des Life Magazin wurde, wurde Karsh weltweit bekannt. Seine letzten Lebensjahre verbrachte er zwar in Boston, wurde jedoch auf dem Notre Dame Friedhof in Ottawa beigesetzt.
- Lorne Greene, der als ‚Ben Cartwright‘ in der Westernserie Bonanza bekannt gewordene Schauspieler, wurde 1915 in Ottawa geboren.
- Die Olympiasiegerin und Weltmeisterin im Slalom Anne Heggtveit wurde 1939 in Ottawa geboren. Am Camp Fortune Ski Resport, etwas außerhalb der Stadt, wurde ein Skirennen nach ihr benannt.[58] Paul Anka wurde in Ottawa geboren

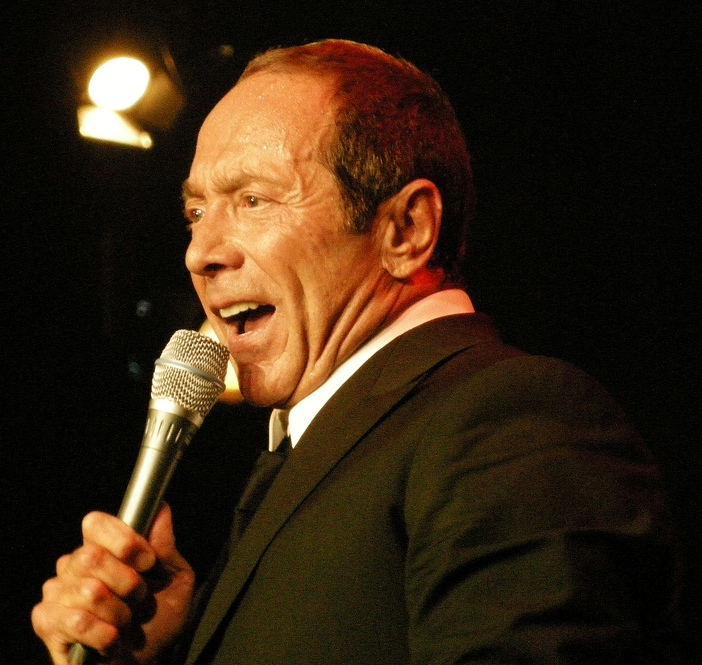
Paul Anka wurde in Ottawa geboren

- Der berühmte Sänger und Komponist Paul Anka wurde 1941 in der kanadischen Hauptstadt geboren. Seine aus dem Libanon stammenden Eltern haben dort ein Restaurant betrieben. Wie viele Künstler zog auch Anka wegen der fehlenden Entfaltungsmöglichkeiten aus Ottawa weg. Im Jahr 1957 ging er nach New York City. Die Stadtregierung erhob den 26. August 1981 als Anerkennung für seine damals bereits 25 Jahre andauernde Karriere im Show-Business zum Paul Anka Day. Außerdem benannte die Stadt ihm zu Ehren nördlich des Flughafens eine Straße, den Paul Anka Drive. Dennoch gilt das Verhältnis zu seiner Heimatstadt als gespalten. Nachdem er 1981 nach einem Auftritt negative Kritiken erhalten hatte, kehrte er der Stadt für mehr als 20 Jahre den Rücken. Erst im April 2002 sang er für eine Benefizgala im Ottawa Congress Centre.[59]
- Roger Spottiswoode, der Regisseur des Bond-Films James Bond 007 – Der Morgen stirbt nie, der Komödie Scott & Huutsch und des Science-Fiction-Thrillers The 6th Day, kam 1945 in Ottawa zur Welt.
- Der Drehbuchautor und Schauspieler Dan Aykroyd, der für seine Rolle als Elwood Blues in der Filmkomödie Blues Brothers bekannt geworden ist, wurde 1952 in Ottawa geboren und studierte zunächst an der Carleton University Kriminologie und Soziologie. Sein Vater arbeitete in der Hauptstadt als politischer Berater für den damaligen Premierminister Pierre Trudeau.
- Der amtierende Premierminister der Provinz Ontario Dalton McGuinty wurde 1955 in der Hauptstadt geboren. McGuinty ging hier zur Schule und studierte an der University of Ottawa Rechtswissenschaften. Danach praktizierte er auch einige Zeit in der Stadt als Rechtsanwalt.
- Die Sängerin Alanis Morissette wurde 1974 in Ottawa geboren und lebte auch bis zu ihrem High-School-Abschluss dort. Im Jahre 1993 schließlich zog sie nach Toronto.
- Die Pianistin Angela Hewitt wurde 1958 in Ottawa geboren. Ihr Vater war dort Domorganist. Sie ist insbesondere für ihre Einspielungen und Konzerte der Klavierwerke von Johann Sebastian Bach berühmt. Sie lebt jetzt in London und Umbrien (Italien).
- Fra' John Dunlap wurde 1957 in Ottawa geboren und ist als Rechtsanwalt in New York City tätig. Er ist Professritter des Souveränen Malteserordens sowie seit 2023 Großmeister des Malteserordens.